# Éclipse solaire du 8 avril 2024
L’éclipse solaire du lundi 8 avril 2024 est une éclipse totale de Soleil.
C'est la 15e éclipse totale du XXIe siècle, mais le 18e passage de l'ombre de la Lune sur Terre (en ce siècle).

## Visibilité

Parcours de l’éclipse sur la Terre.

La totalité a été visible dans une bande étroite en Amérique du Nord, commençant à la côte du Pacifique, puis ascendante dans une direction nord-est à travers le Mexique, les États-Unis et le Canada, avant de se terminer dans l'océan Atlantique. Elle était la seule éclipse totale du XXIe siècle à être visible depuis ces trois pays nord-américains.

### Mexique
Au Mexique, la totalité passe par les îles Revillagigedo[réf. non conforme] puis, sur le continent, par les États de Sinaloa (dont Mazatlán), Durango (dont Durango et Gómez Palacio) et Coahuila (dont Torreón, Matamoros, Monclova, Sabinas, Ciudad Acuña et Piedras Negras).

### États-Unis
Aux États-Unis, la totalité est visible à travers les États du Texas (y compris des parties de San Antonio, Austin et Fort Worth et tout Arlington, Dallas, Killeen, Temple, Texarkana, Tyler et Waco), Oklahoma, Arkansas (y compris Hot Springs, Jonesboro et Little Rock), Missouri, Illinois (y compris Carbondale, où il croise le chemin de l'éclipse de 2017), Kentucky, Indiana (y compris Bloomington, Evansville, Indianapolis, Muncie, Terre Haute et Vincennes), Ohio (y compris Akron, Dayton, Lima, Roundhead, Toledo, Cleveland, Warren, Newton Falls et Austintown), Michigan (angle sud-est extrême du comté de Monroe), Pennsylvanie (y compris Érié), Upstate New York (y compris Buffalo, Niagara Falls, Rochester, Syracuse, les Adirondacks, Potsdam et Plattsburgh) et le nord du Vermont (y compris Burlington), le New Hampshire et le Maine, la ligne de totalité passant presque directement au-dessus du point culminant de l'État, le mont Katahdin. Dallas, Texas a la distinction d'être la plus grande ville entièrement dans le chemin. C'est la deuxième éclipse totale visible depuis le centre des États-Unis en seulement 7 ans, après l'éclipse du 21 août 2017. 
 La totalité passe par la ville de Wapakoneta, Ohio, domicile de Neil Armstrong, le premier être humain à avoir posé le pied sur la Lune.

#### Événements organisés
- Texas

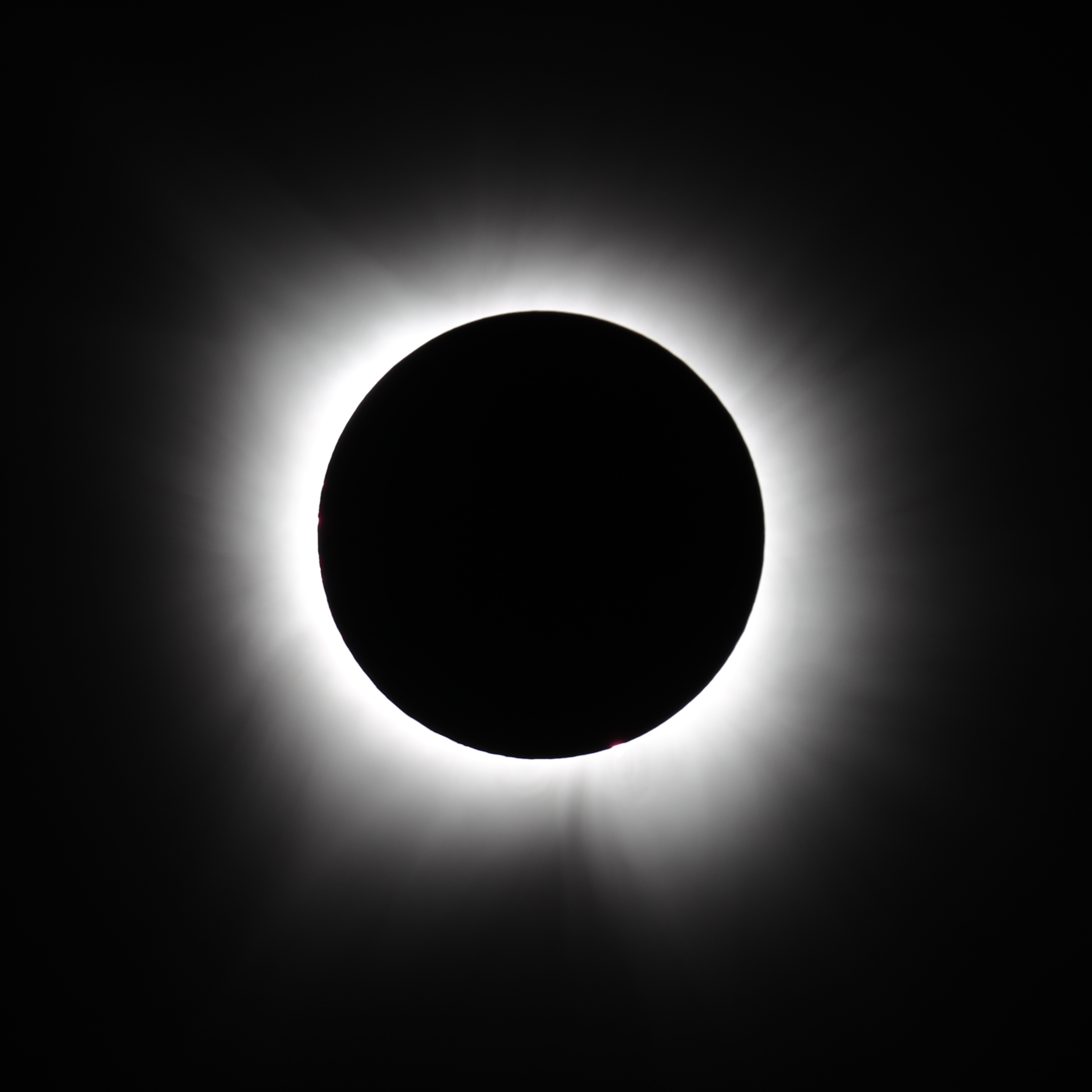
L'éclipse totale vue depuis Hot Springs, Arkansas.

  - Harper, Texas : Camp UBarU et centre de retraite du 6 au 9 avril 2024.
  - Waco, Texas : Un site web a été créé, pour des événements du 8 au 9 avril 2024.
  - Mineola, Texas : Eclipse, Texas Festival, du 6 au 8 avril.
  - Del Valle, Texas : Live Oak Brewing Company a organisé un événement du 8 avril 2024 à 13 h 0 HAE au 9 avril 2024 à 4 h 0 HAE.
- Arkansas
  - De Queen, Arkansas : Festival du week-end du comté de Sevier.
  - Mena, Arkansas : Blue Zip Line & Farm, du 6 au 8 avril.
  - Hot Springs, Arkansas : Musée des sciences de la mi-Amérique, 8 avril.
  - Clinton, Arkansas : Un site web a été créé.
  - Marshall, Arkansas : Un site web a été créé.
  - Eureka Springs, Arkansas : Un site web a été créé.
- Illinois
  - Chester, Illinois : Un site web a été créé.
  - Carbondale, Illinois : La Southern Illinois University a créé un site web.
  - Benton, Illinois : Un site web a été créé.
- Kentucky
  - Henderson, Kentucky : Un site web a été créé.
- Indiana
  - Vincennes, Indiana : Un site internet a été réalisé. Pour évènement le 7 avril.
  - French Lick et West Baden, Indiana : Un site web a été réalisé. Pour évènement le 8 avril.
  - New Castle, Indiana : New Castle Motorsports Park avait prévu un événement le 8 avril 2024.
- Ohio
  - Forest, Ohio : Un site web a été créé. Pour évènement le 8 avril 2024.
  - Cleveland, Ohio : le Rock and Roll Hall of Fame prévoit l'événement Eclipse totale de 2024 de HeartLAND le 8 avril 2024, de 12 h 0 HAE à 15 h 55 HAE.
  - New York
  - Buffalo, New York : Un site web a été créé.
  - Rochester, New York : Un site web a été créé, pour des événements ayant été prévus avec le Rochester Museum & Science Center, le Strasenburgh Planentarium et le Cumming Nature Center.
- Maine
  - Millinocket, Maine : Millinockeclipse est une course à pied où les coureurs ont commencés au début de l'éclipse et se sont arrêtés à la fin de l'éclipse. Celui qui court le plus loin a gagné. A été prévu pour le 8 avril à 14 h 20 min 53 s HAE.
- Connecticut
  - New Haven, Connecticut : Yale University Leitner Family Observatory & Planetarium a organisé un événement d'observation le 8 avril 2024.

### Canada
Au Canada, la totalité passe par des parties du sud de l'Ontario (dont Leamington, Hamilton, Niagara Falls, Kingston, le comté de Prince Edward et Cornwall), des parties du sud du Québec (dont Montréal, Sherbrooke, Saint-Georges, Lac-Mégantic et Arthabaska), le centre du Nouveau-Brunswick (y compris Fredericton et Miramichi), l'ouest de l'Île-du-Prince-Édouard (y compris Tignish et Summerside), la pointe nord de l'île du Cap-Breton, la Nouvelle-Écosse et le centre de Terre-Neuve (y compris Gander et Grand Falls-Windsor). Ensuite, elle quitte définitivement les terres par la côte atlantique est de Terre-Neuve. 

Certaines des villes canadiennes répertoriées, telles que Hamilton et Montréal, Victoriaville se situent au bord du chemin de la totalité. Windsor, London, Toronto et Ottawa se trouvent juste au nord du chemin de la totalité, et Moncton se trouve juste au sud de celui-ci.

### Saint-Pierre-et-Miquelon
L'archipel français de Saint-Pierre-et-Miquelon se situe à une cinquantaine de kilomètres au sud de la bande de totalité de cette éclipse. Ce qui produit une éclipse partielle avec un maximum remarquable de plus de 90 %.

### Europe
L'éclipse est partiellement vue au Svalbard (Norvège), en Islande, en Irlande (y compris l'Irlande du Nord), à l'ouest de la Grande-Bretagne (Angleterre, Pays de Galles et Écosse), dans le nord-ouest de l'Espagne et du Portugal, aux Açores et aux îles Canaries.

## Galerie

### Totalité

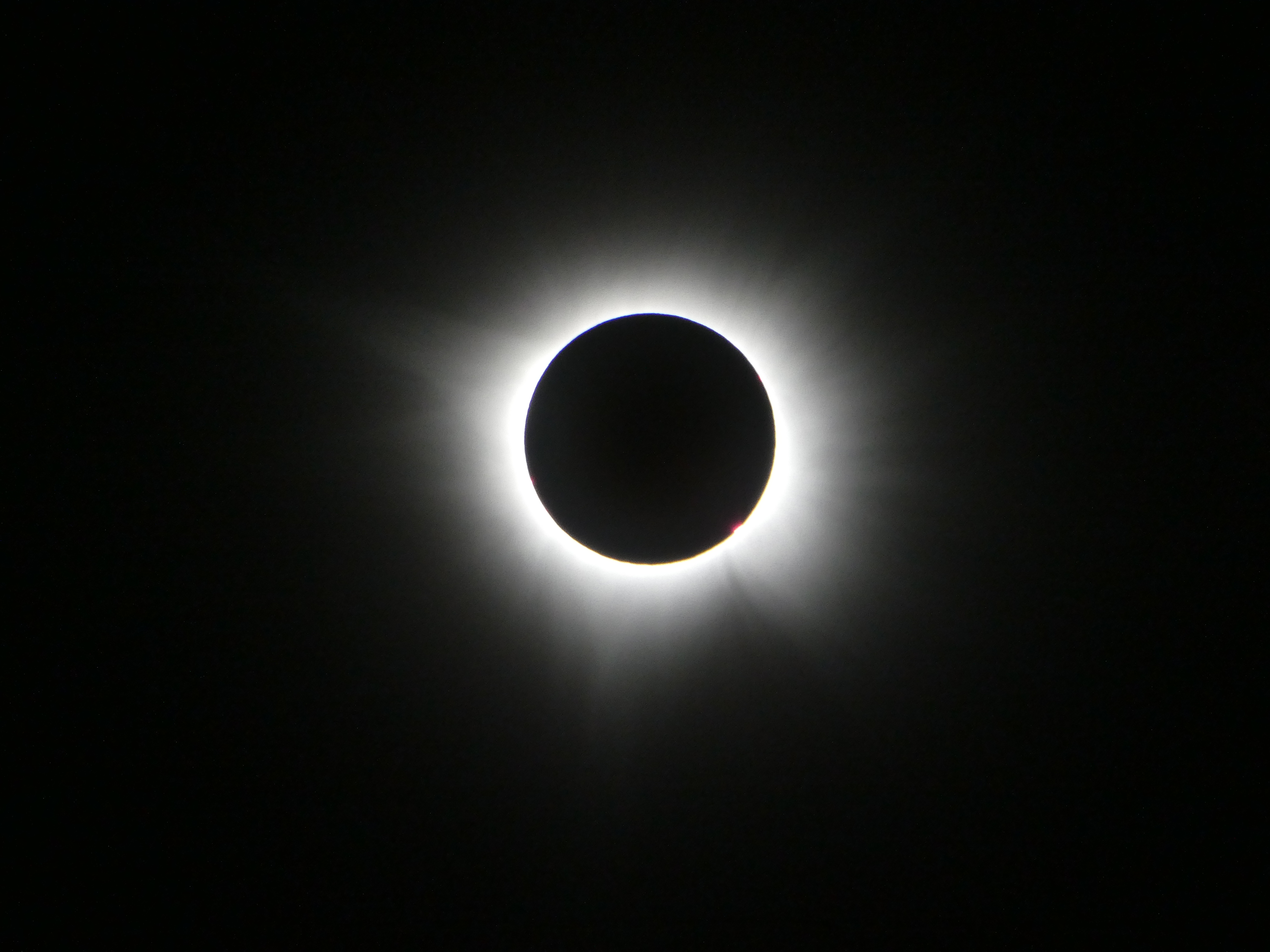
Totalité vue de Victoria de Durango, Durango.
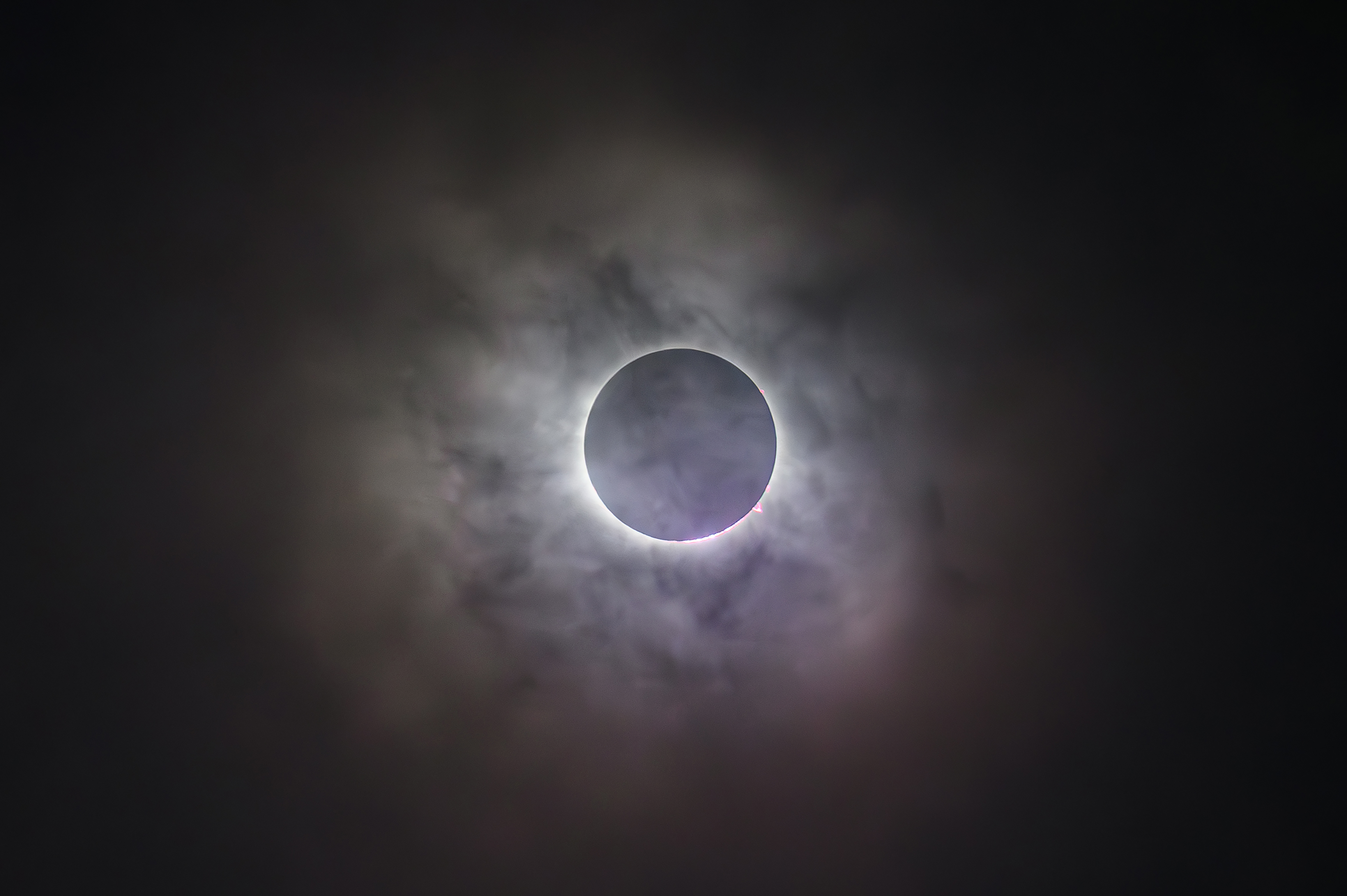
Totalité vue de Viesca, Coahuila.
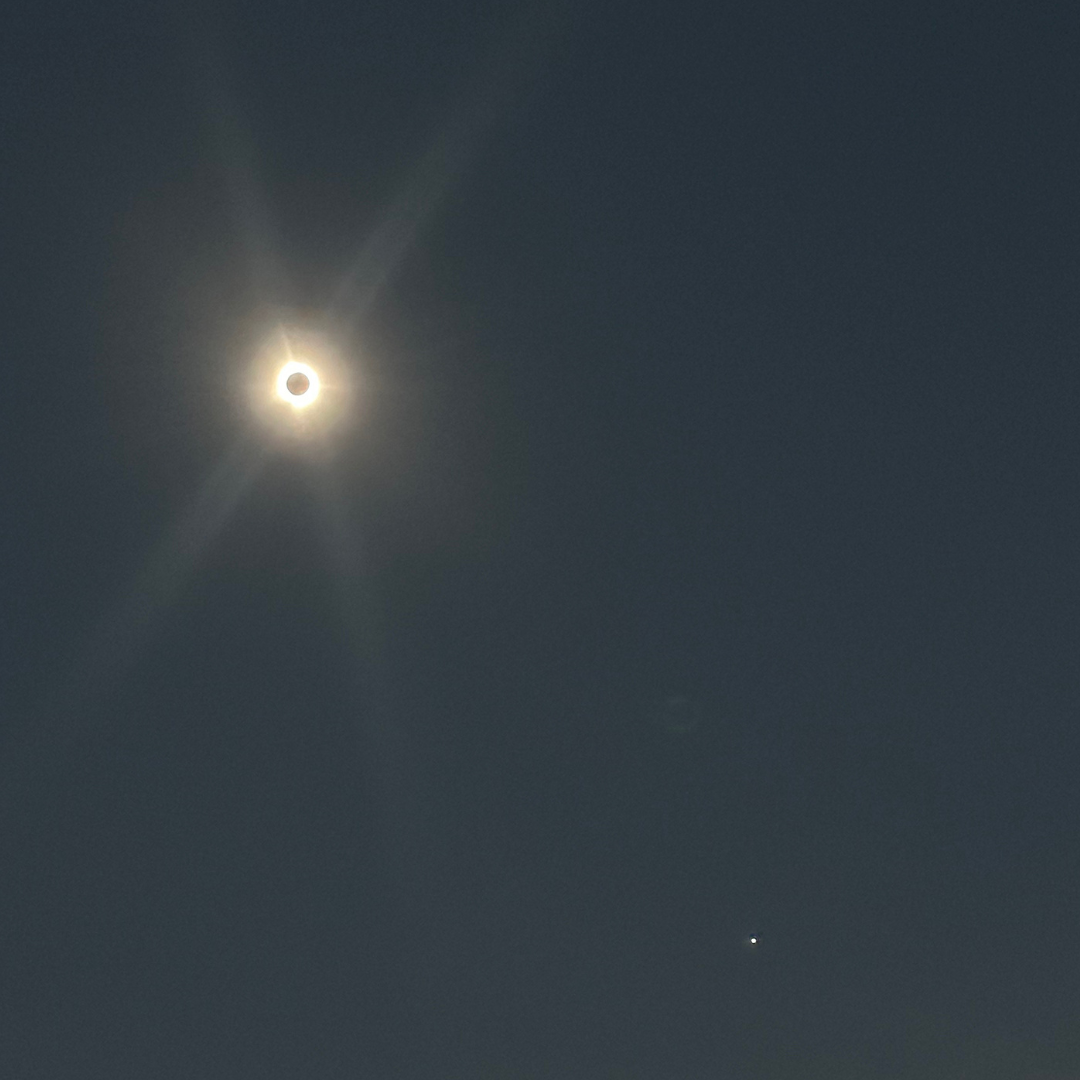
Totalité avec Vénus vue de Viola, Arkansas.
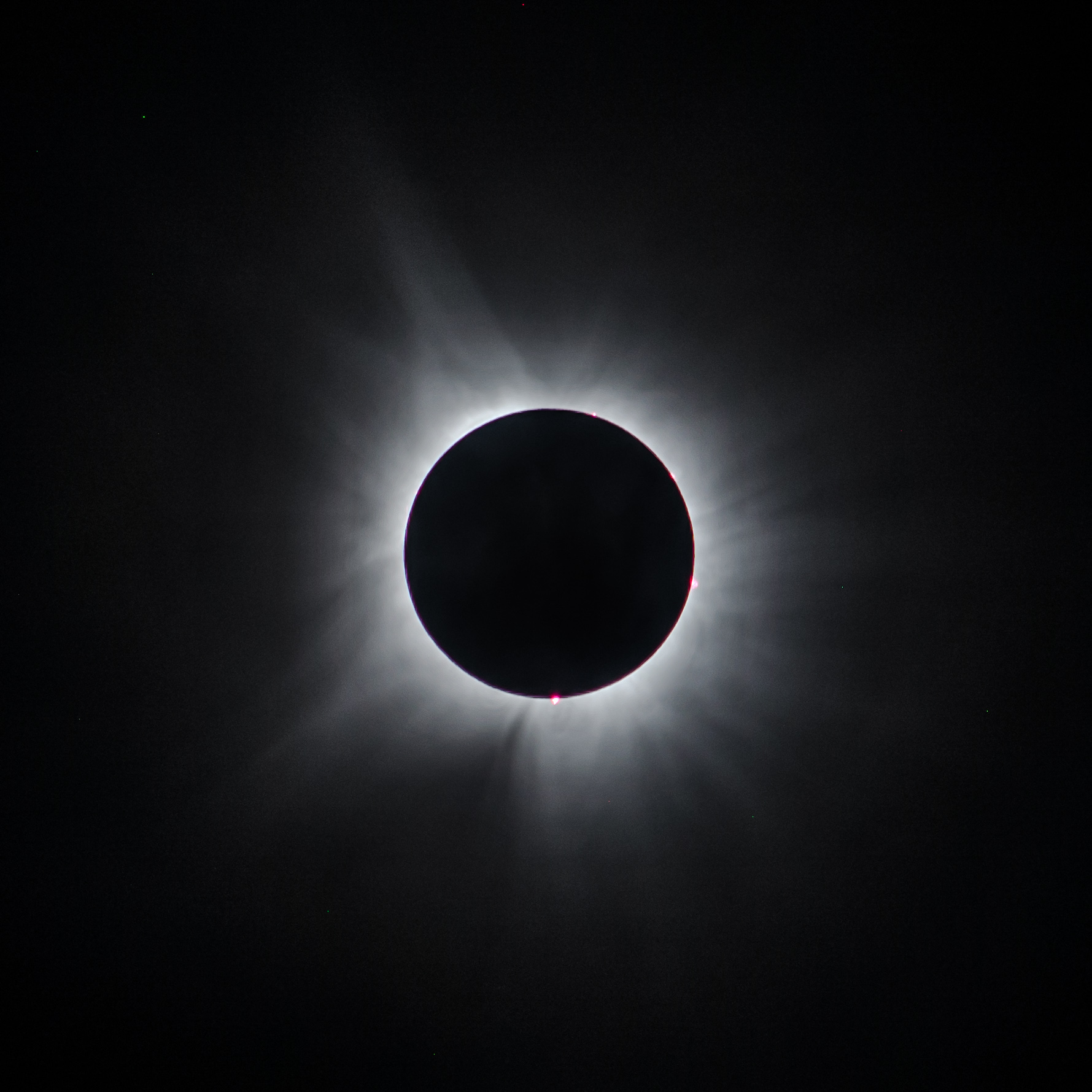
Totalité vue de Russellville, Arkansas.
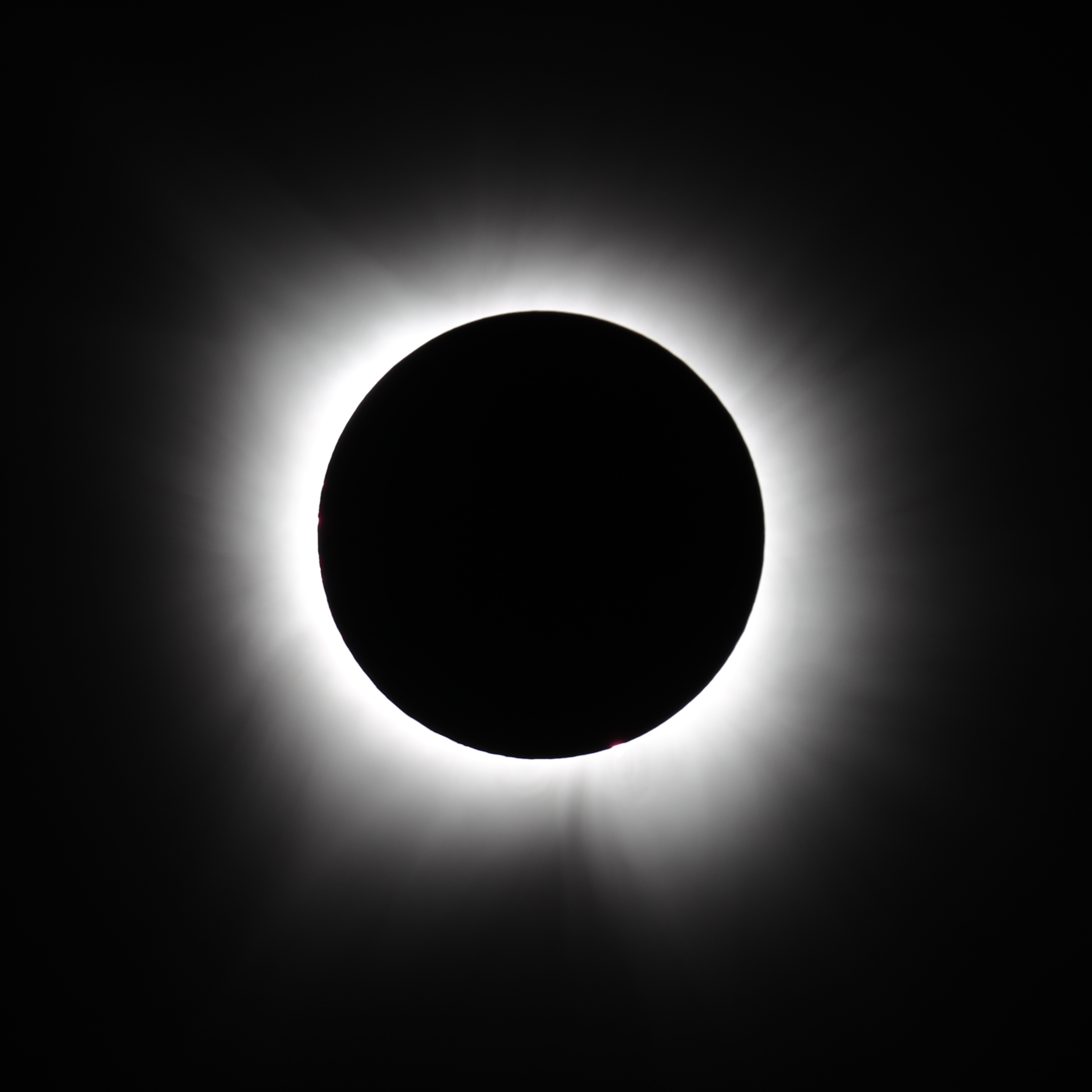
Totalité vue de Hot Springs, Arkansas.
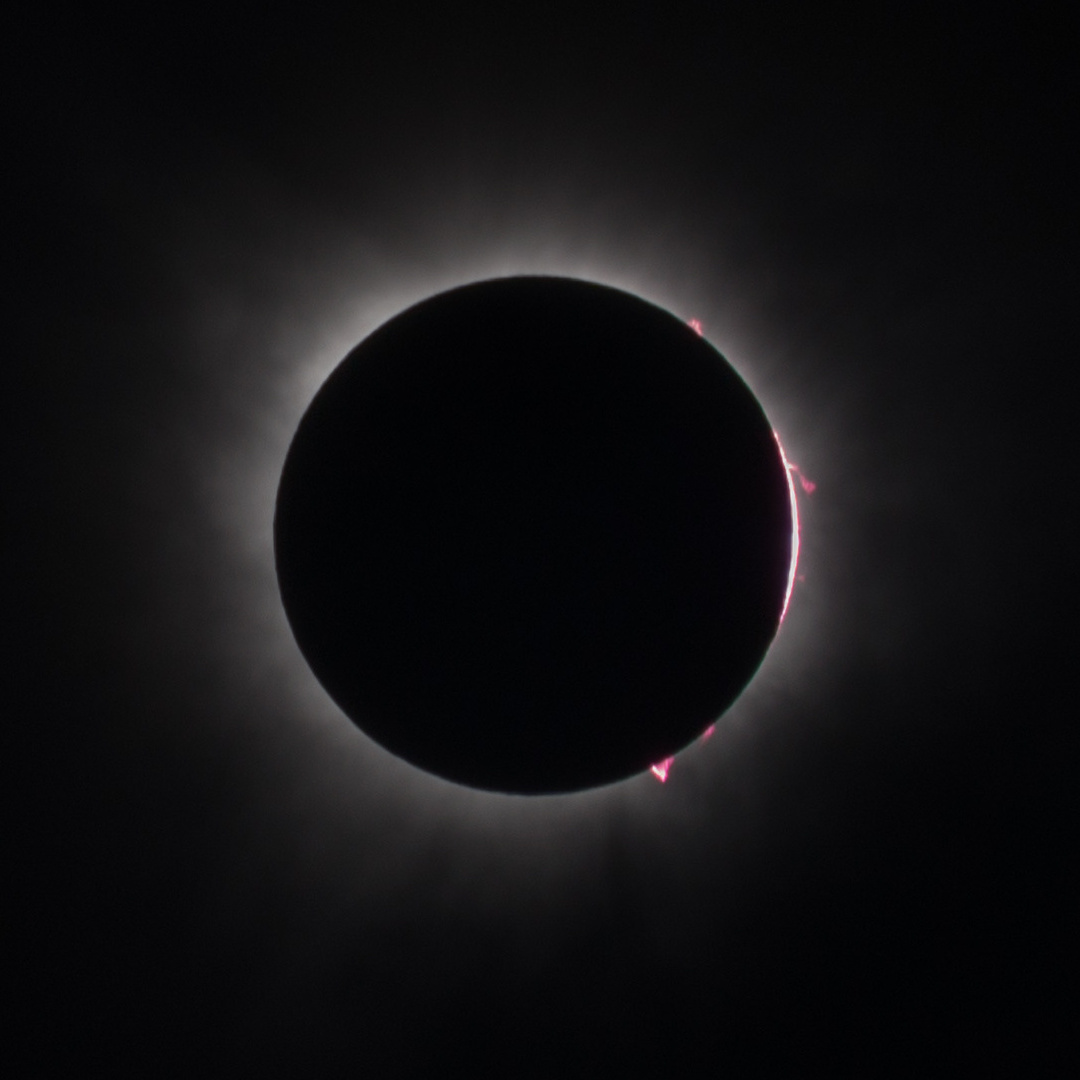
Totalité vue de Plano, Texas.
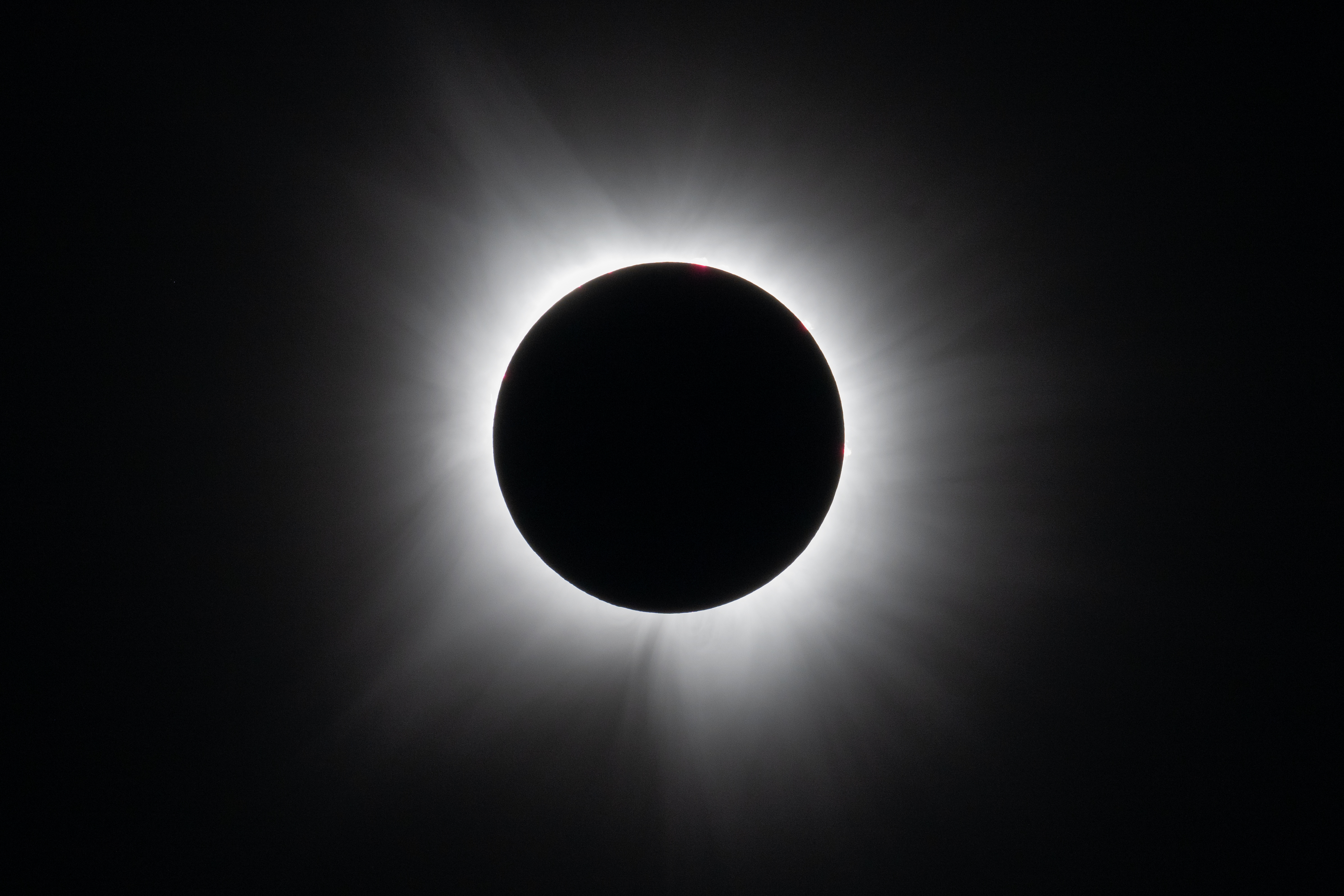
Totalité vue de Dallas, Texas.
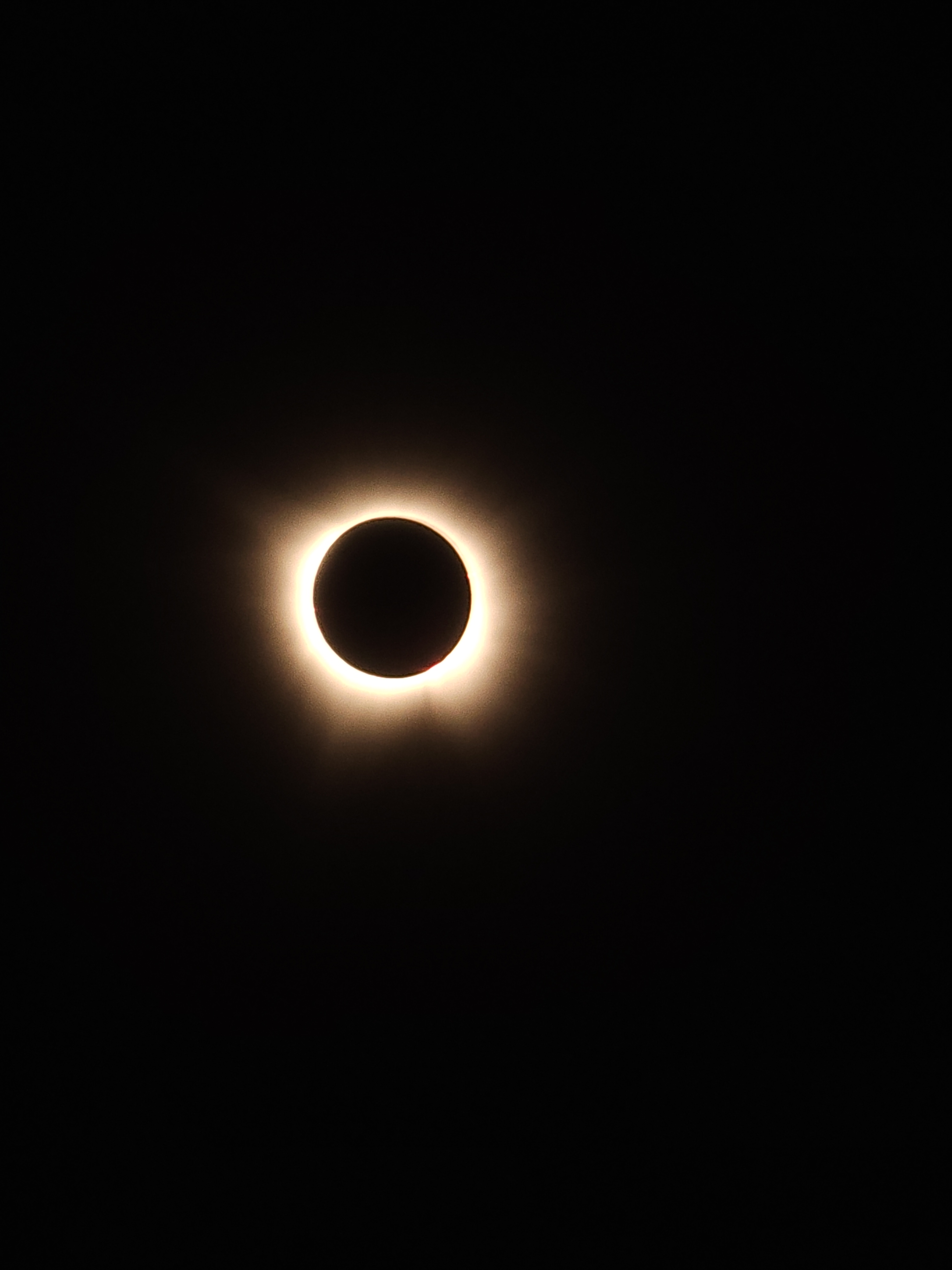
Totalité vue de Austin, Texas.
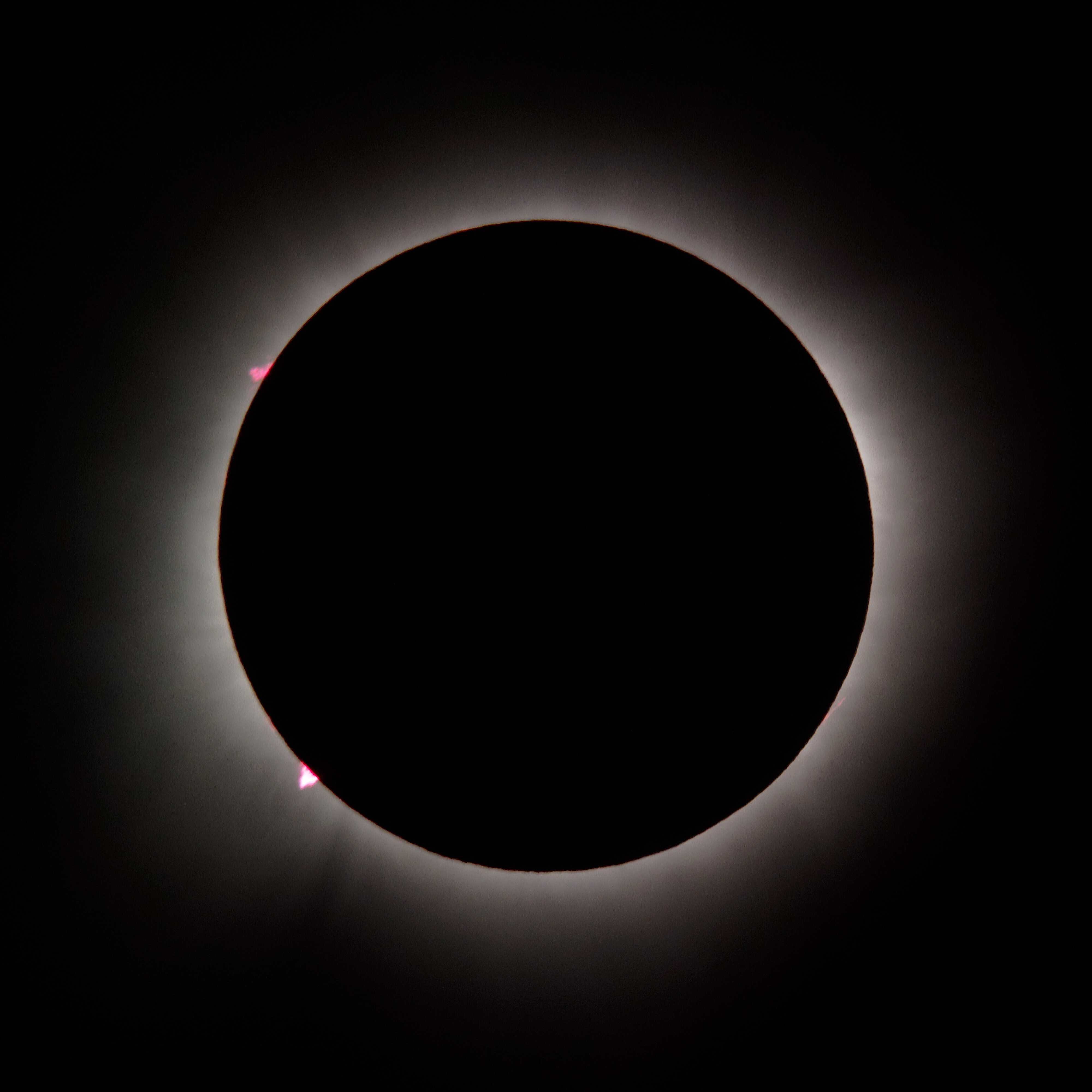
Totalité vue de Abbott, Texas.
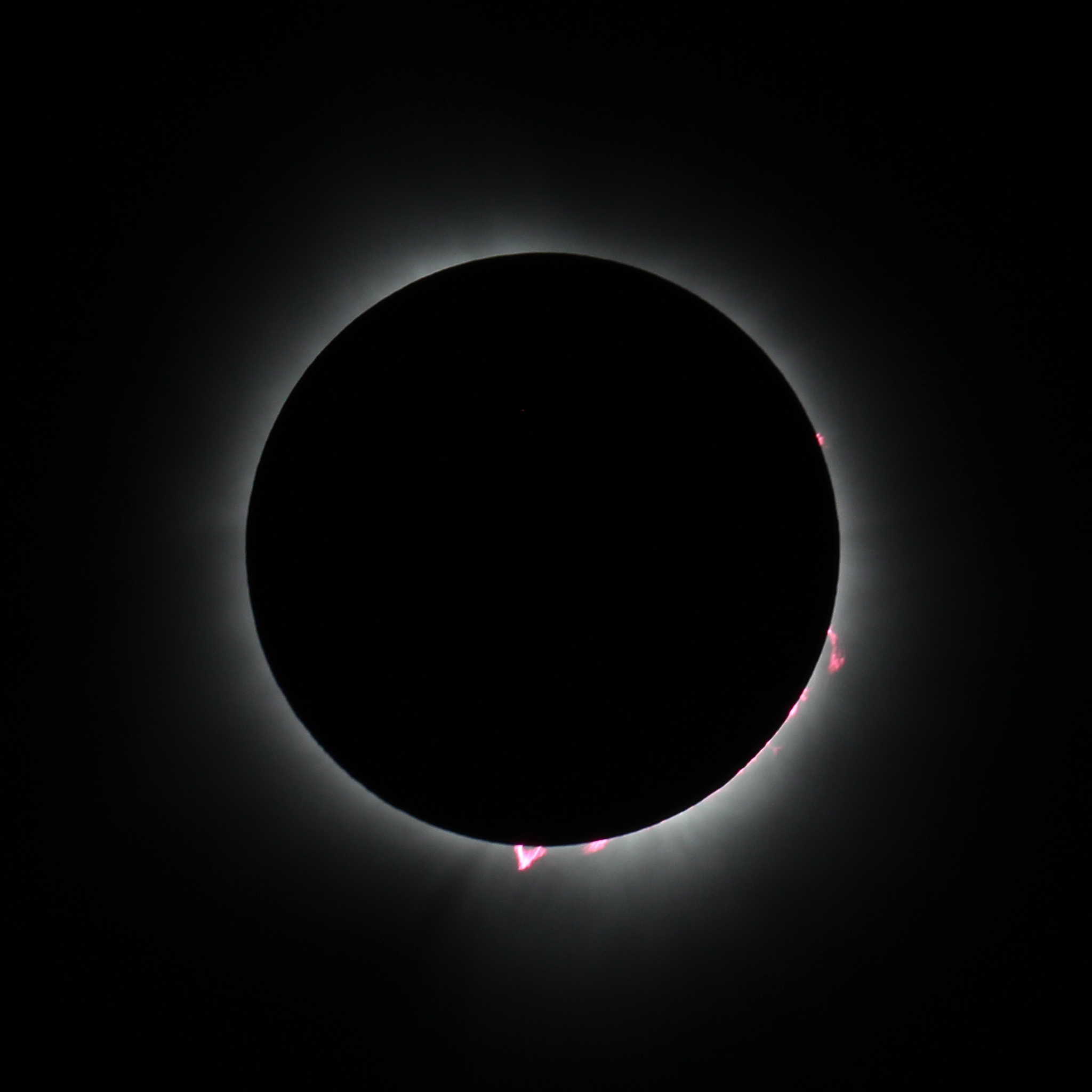
Totalité vue de Indianapolis, Indiana.
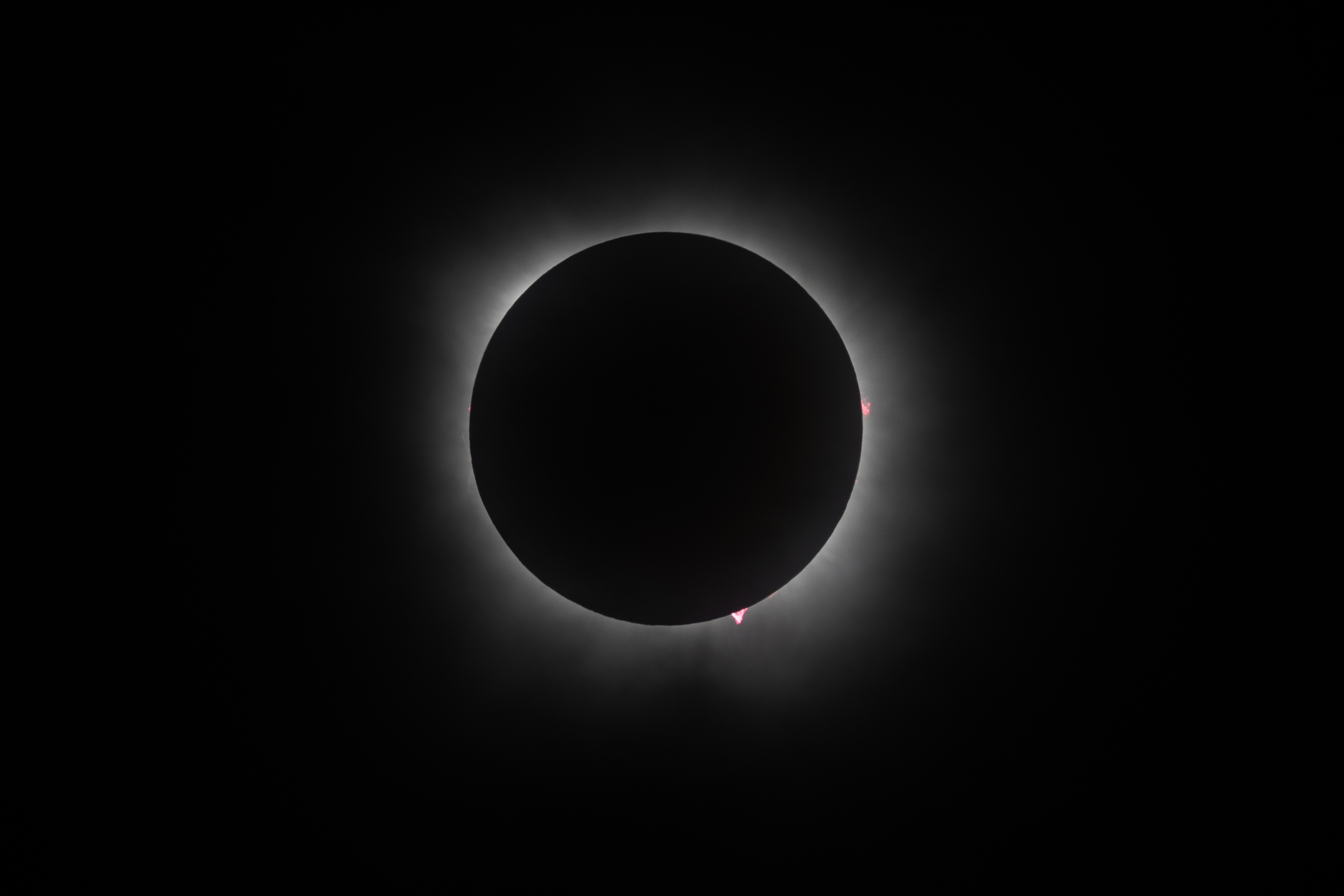
Totalité vue de Harborcreek, Pennsylvania.
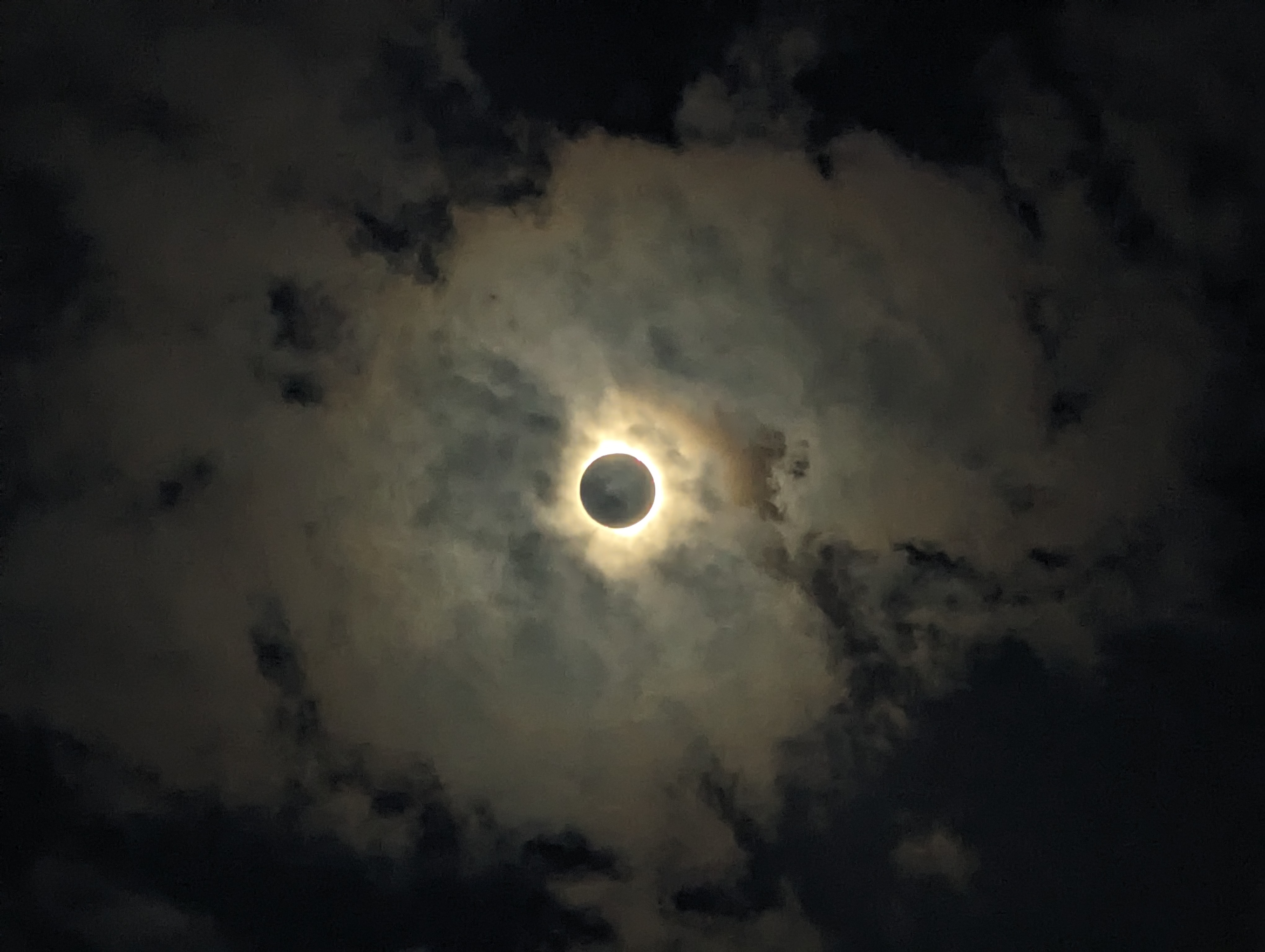
Totalité vue de Ontario.
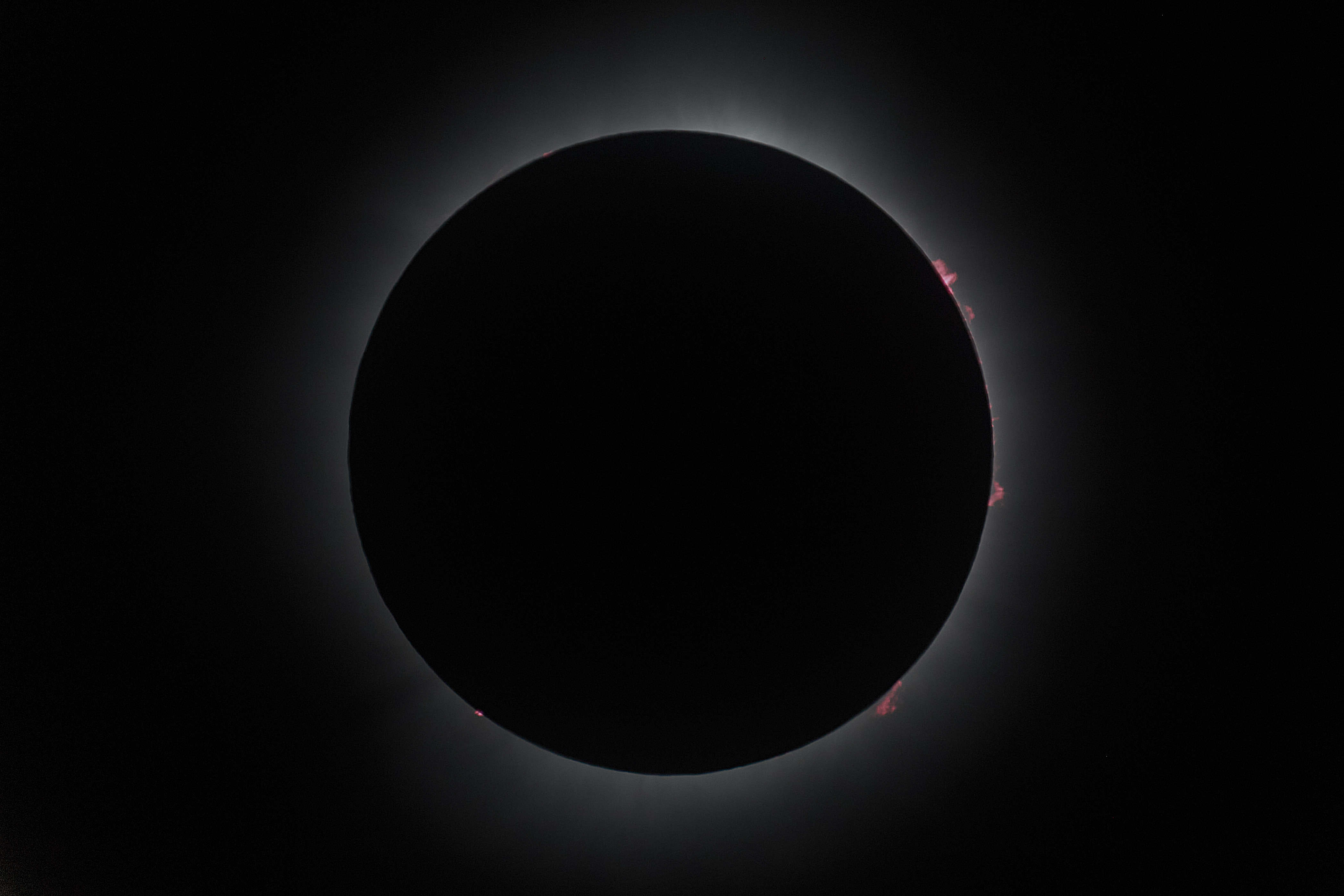
Totalité vue de Ontario.
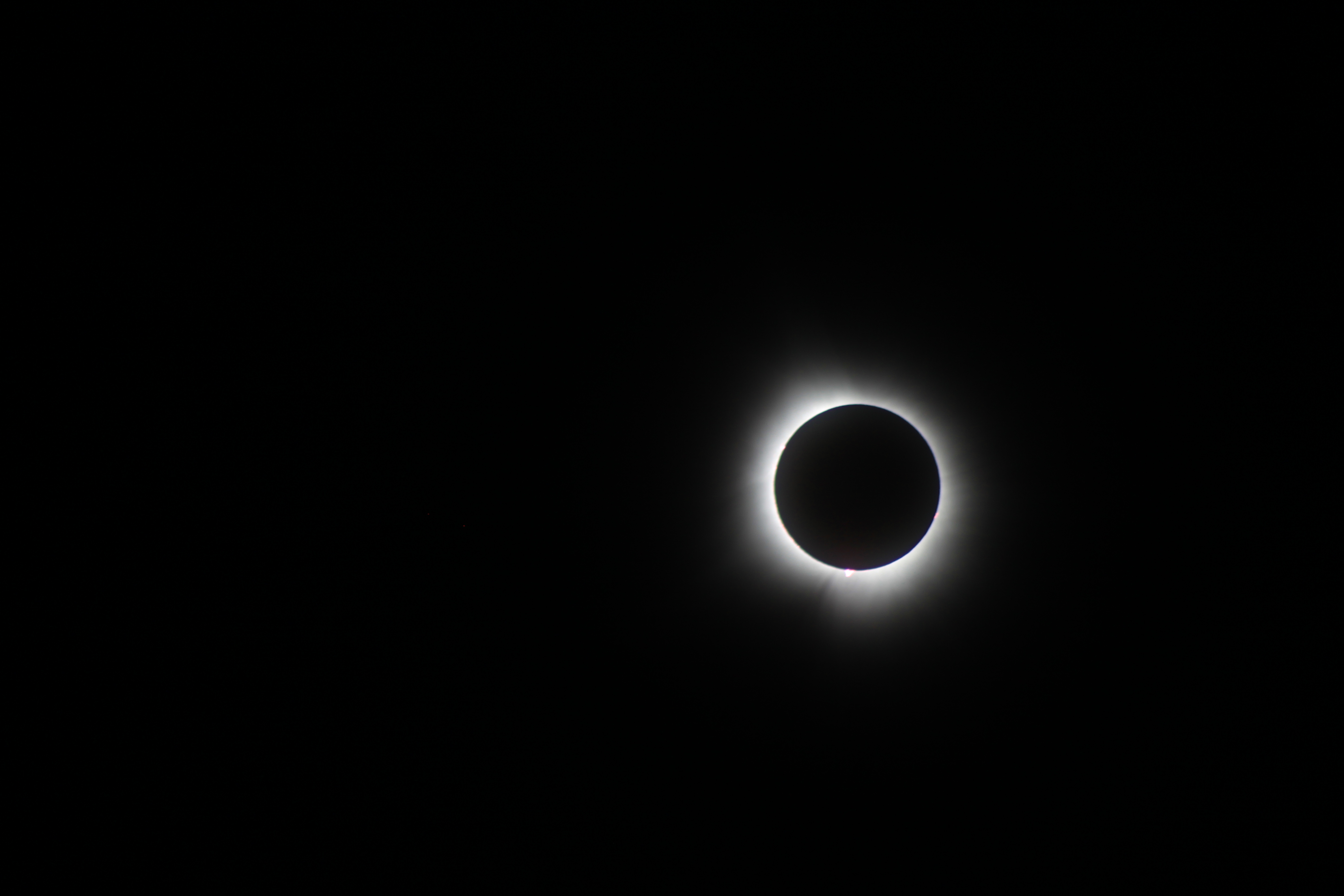
Totalité vue de Fayston, Vermont.
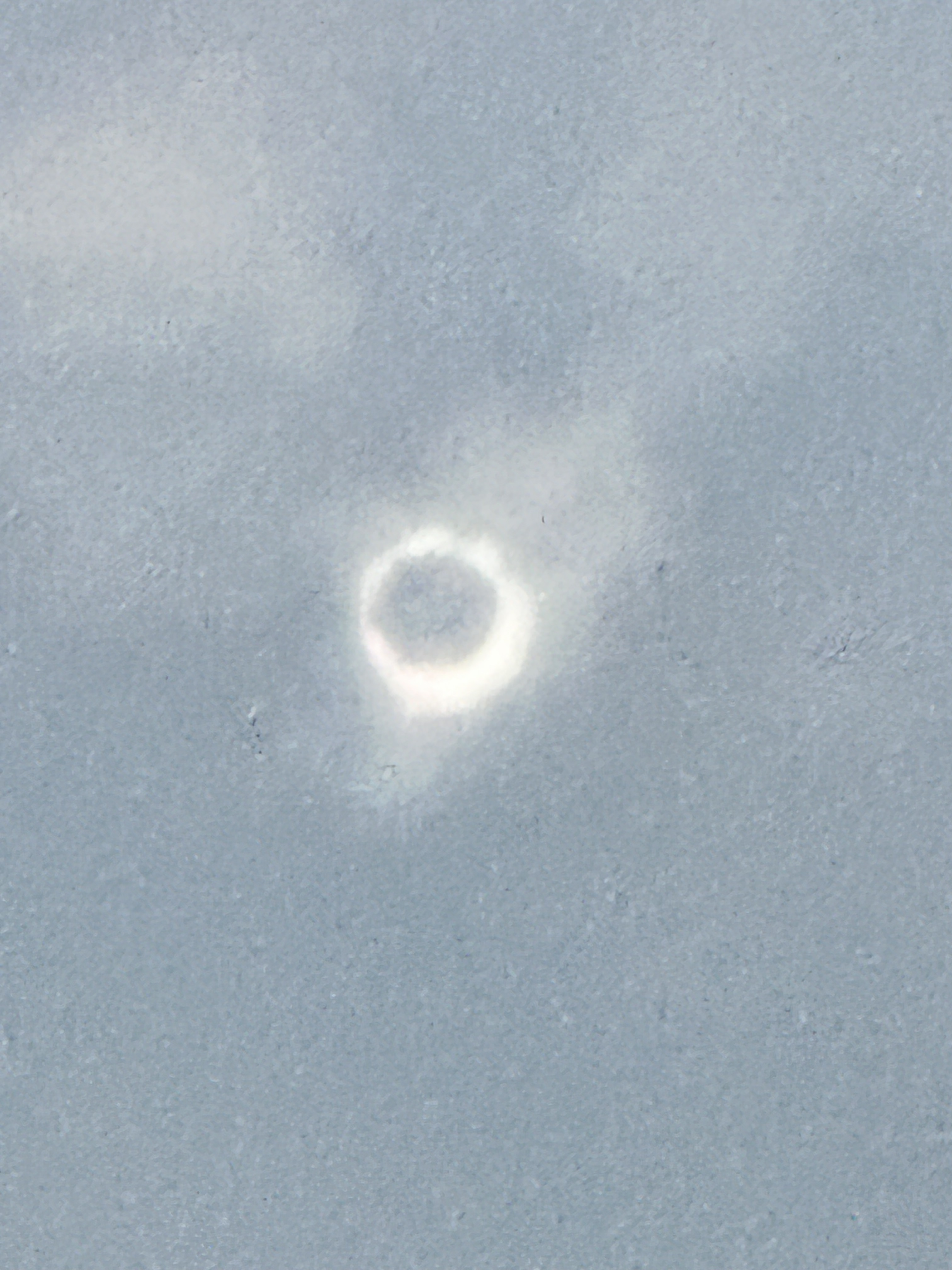
Totalité vue de Syracuse, New York.
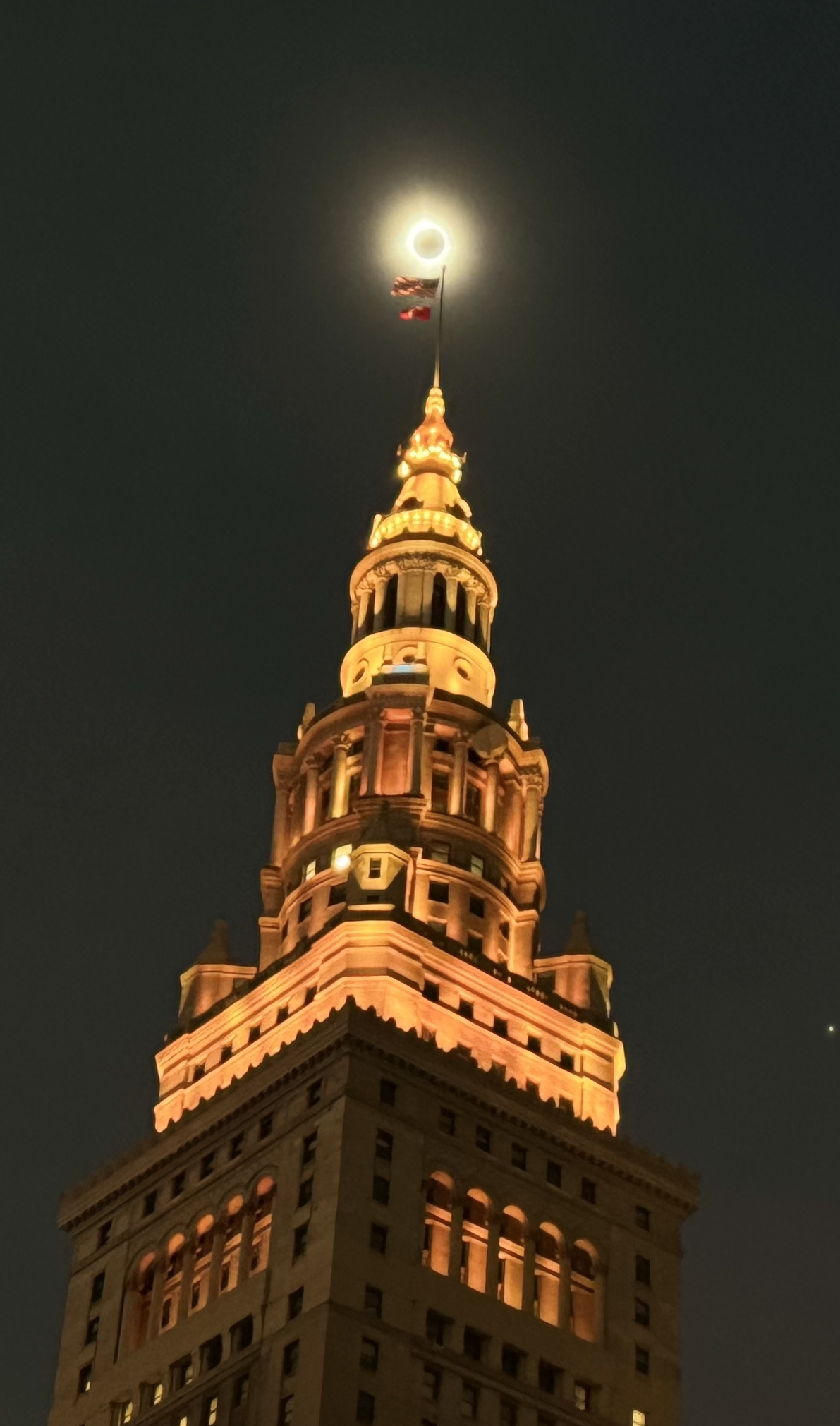
Totalité vue de Cleveland, Ohio.
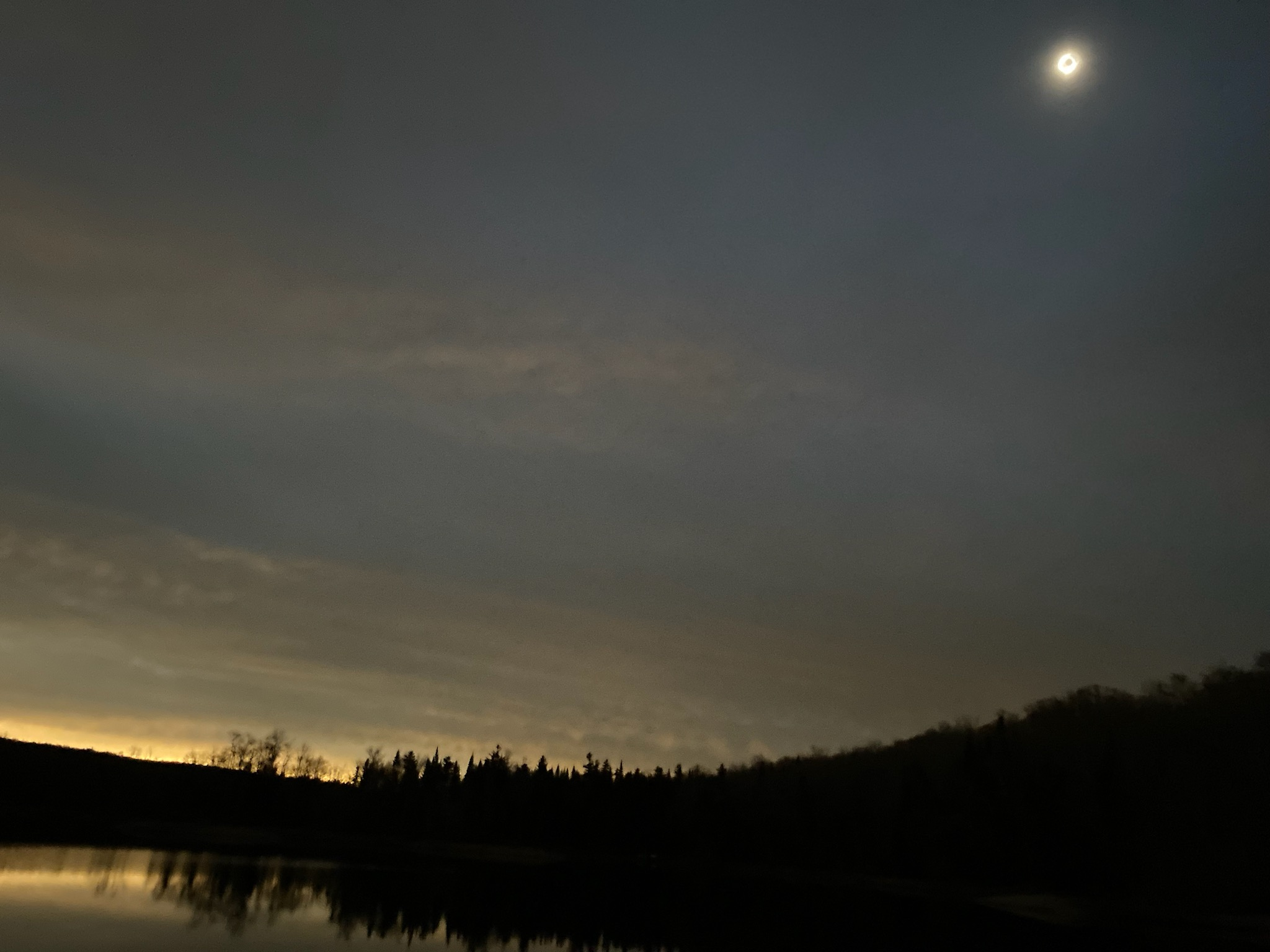
Totalité vue de New York.

### Partiel

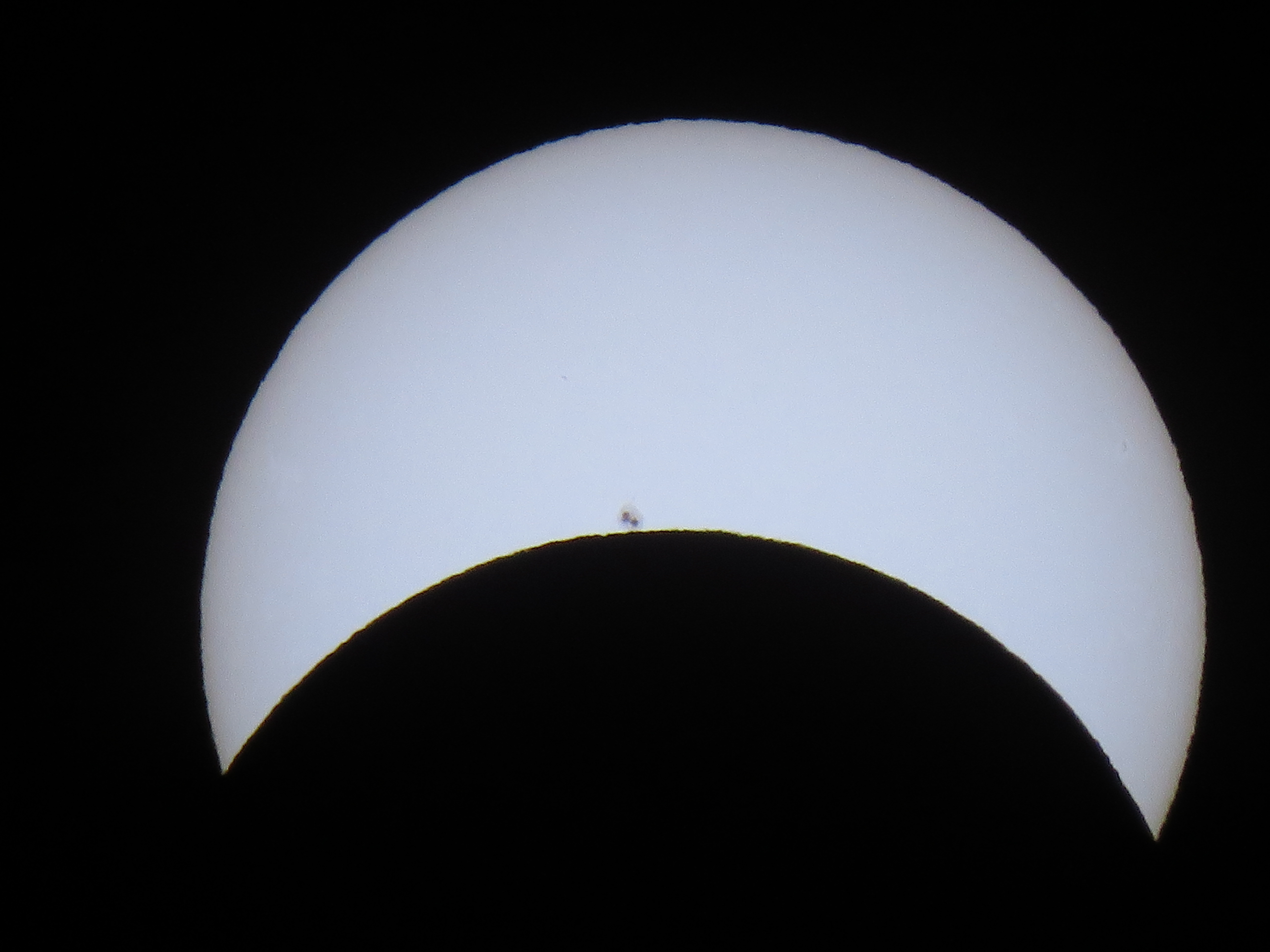
Partiel vu de Santa Ana, California.
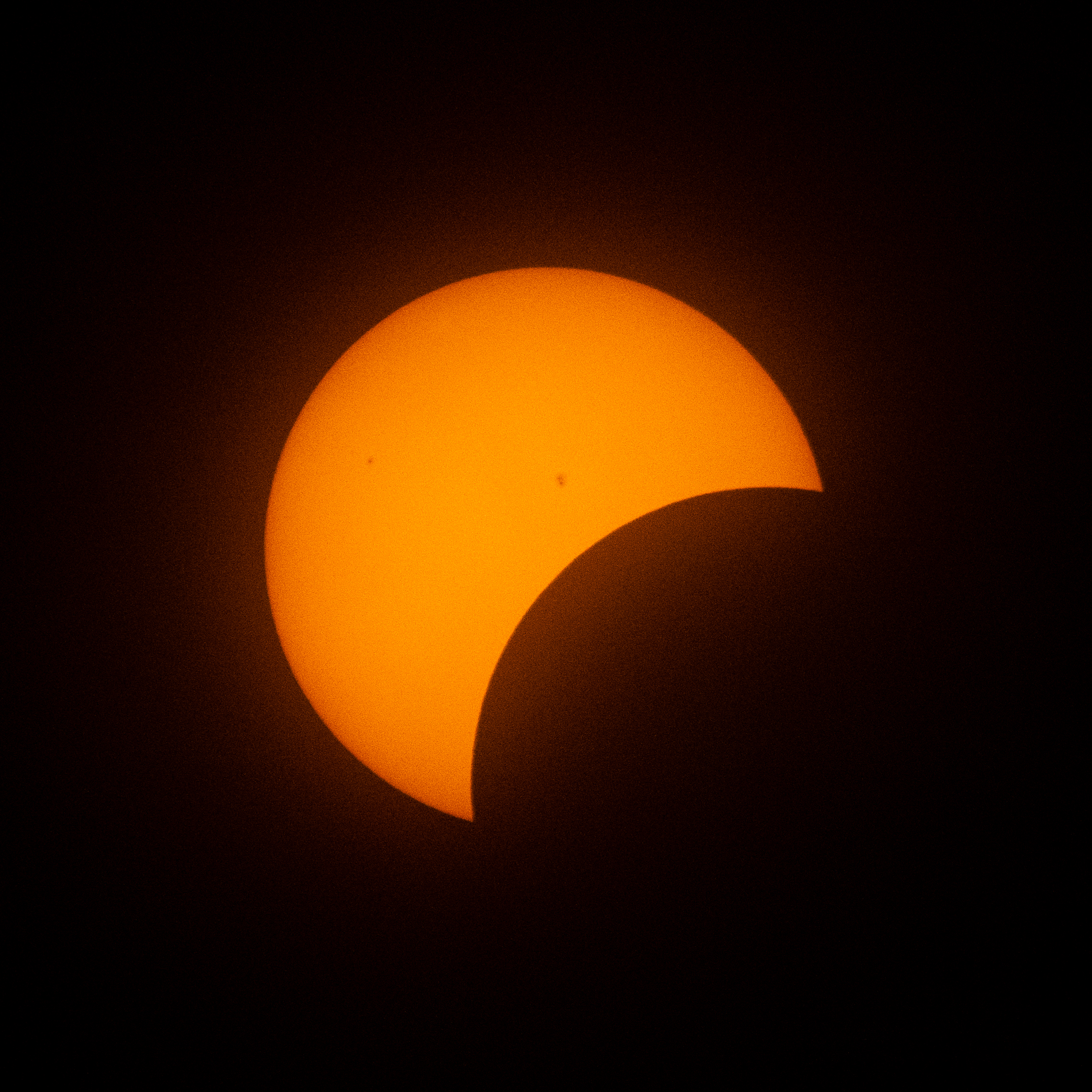
Partiel vu de Indianapolis, Indiana.
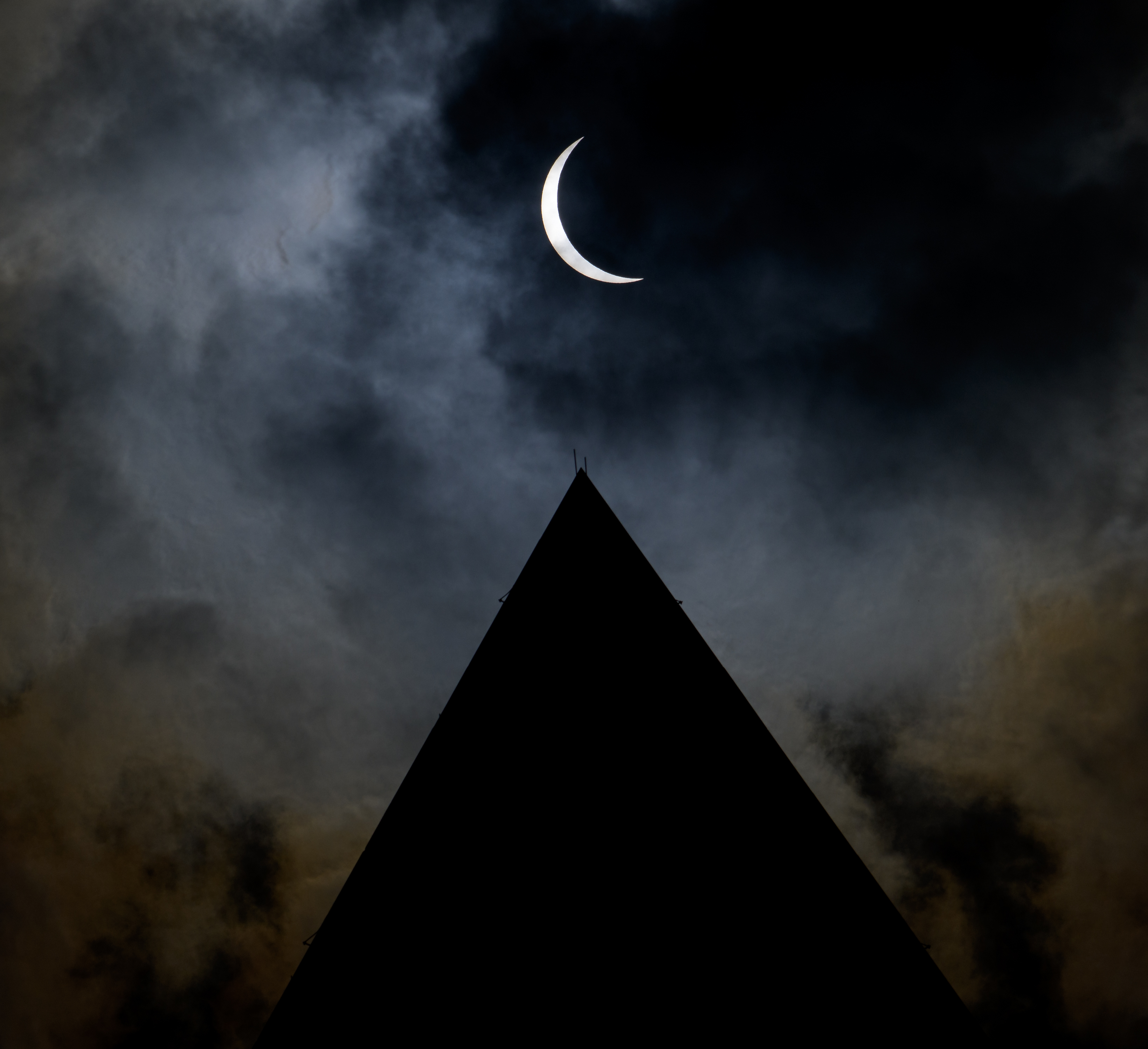
Partiel vu de Washington, D.C.
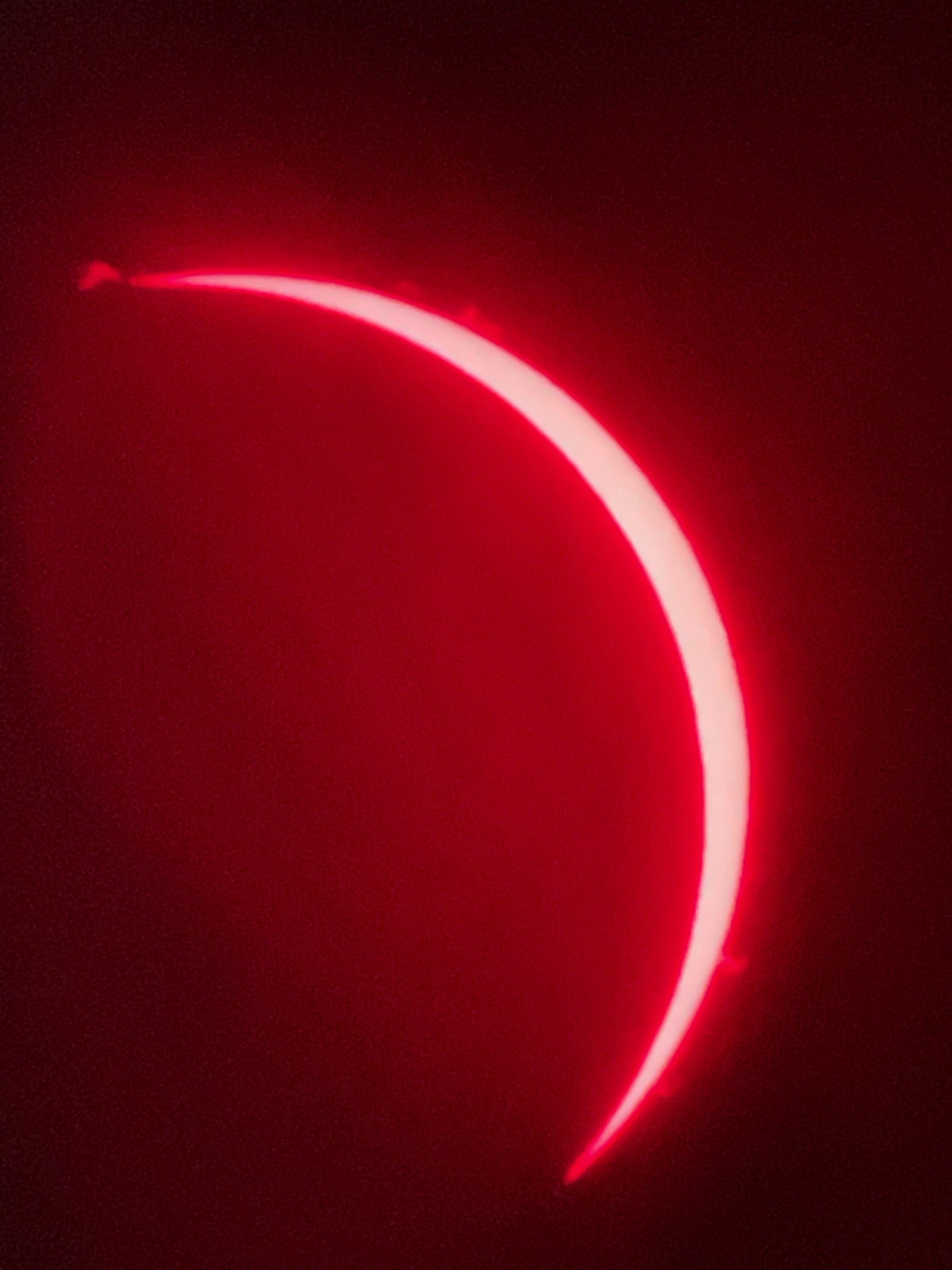
Partiel vu de Dexter, Ontario.
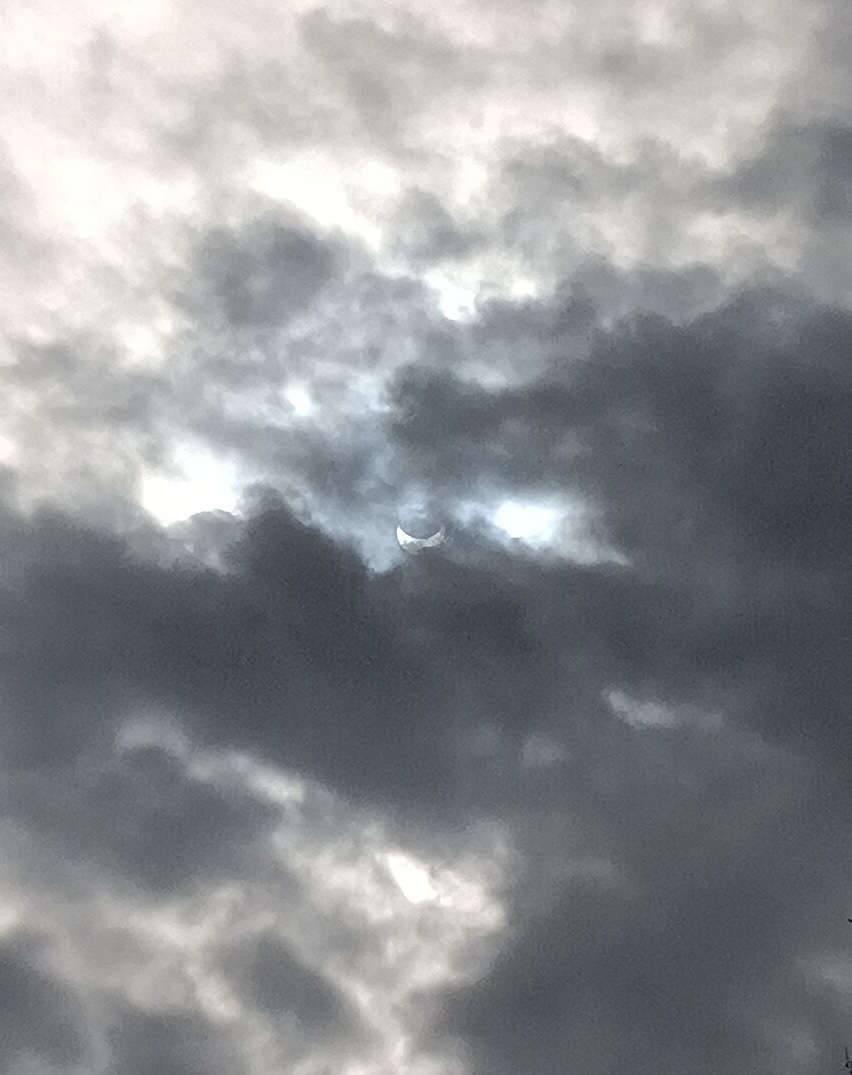
Partiel vu de Plainfield, New Jersey.
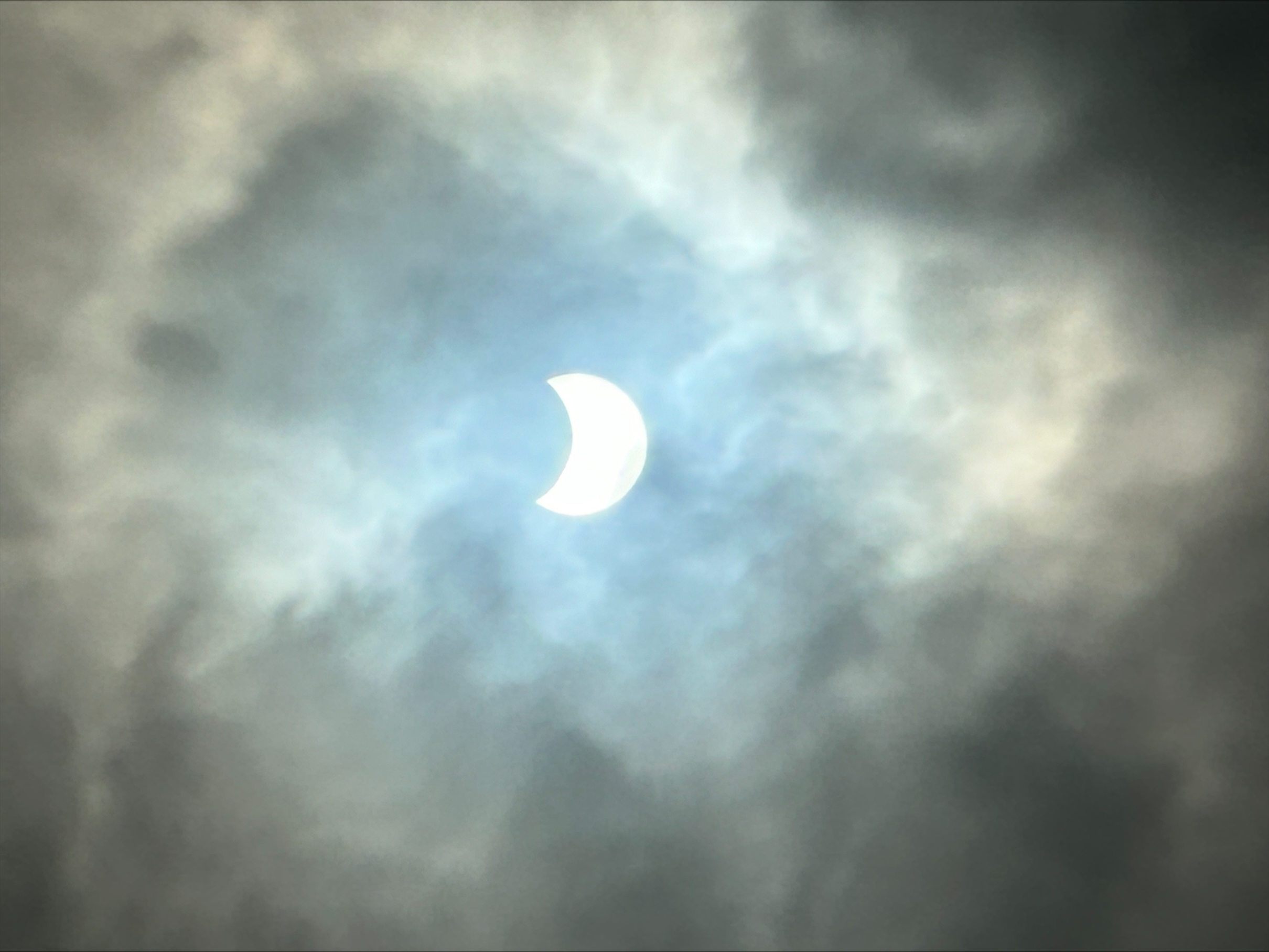
Partiel vu de Winnipeg, Manitoba.
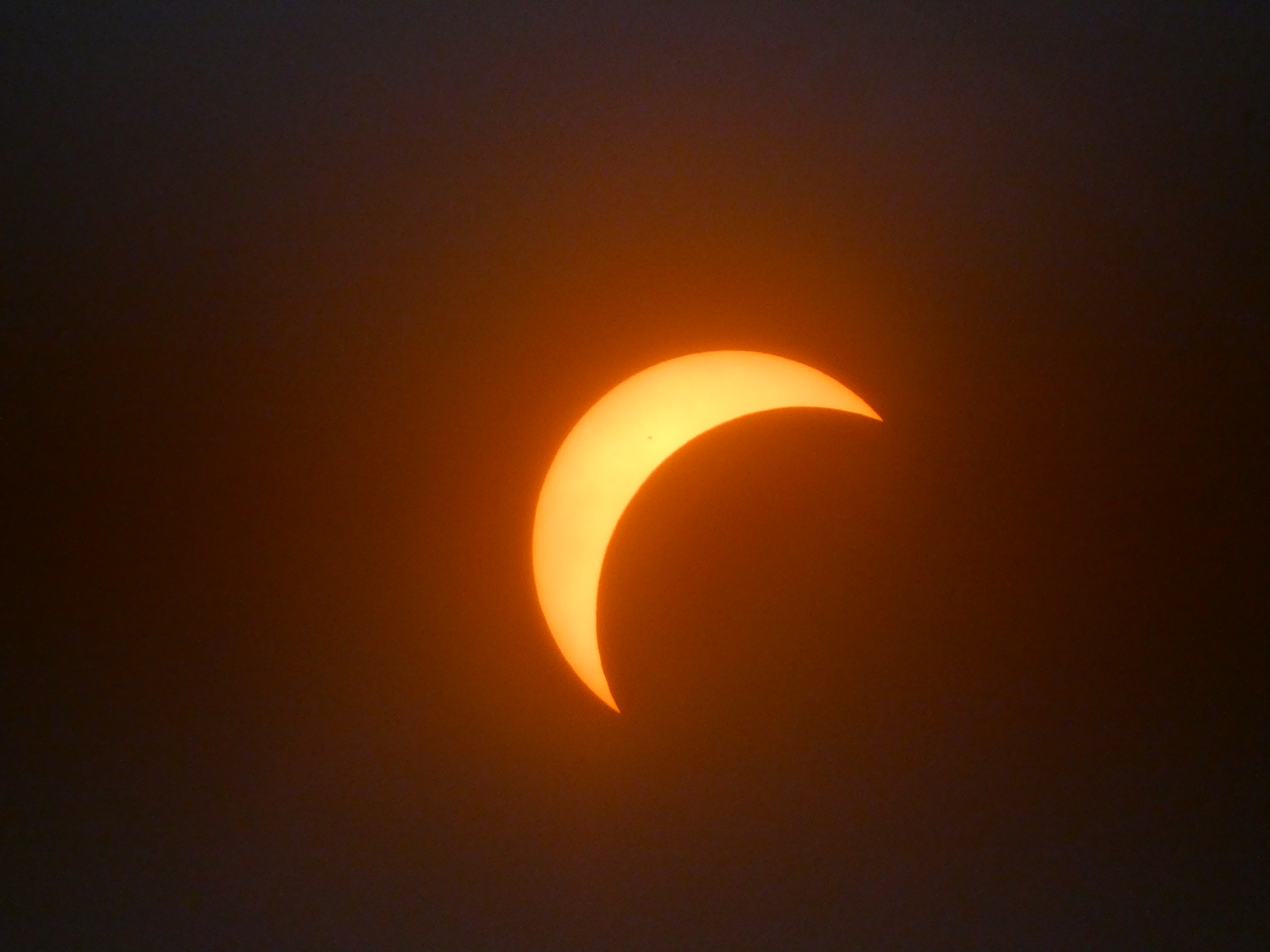
Partiel vu de Southeastern Pennsylvania.
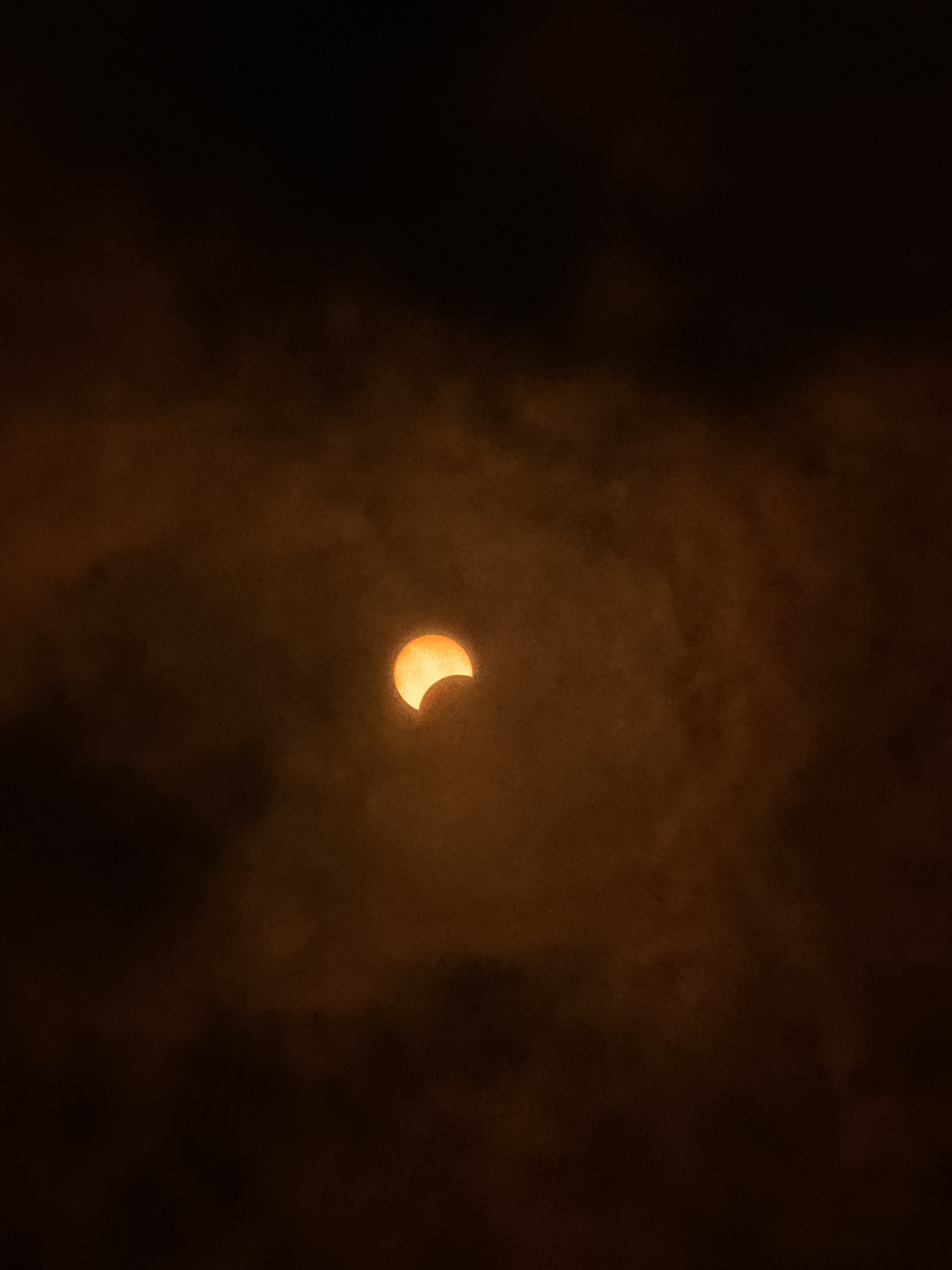
Partiel vu de Philadelphia, Pennsylvania.
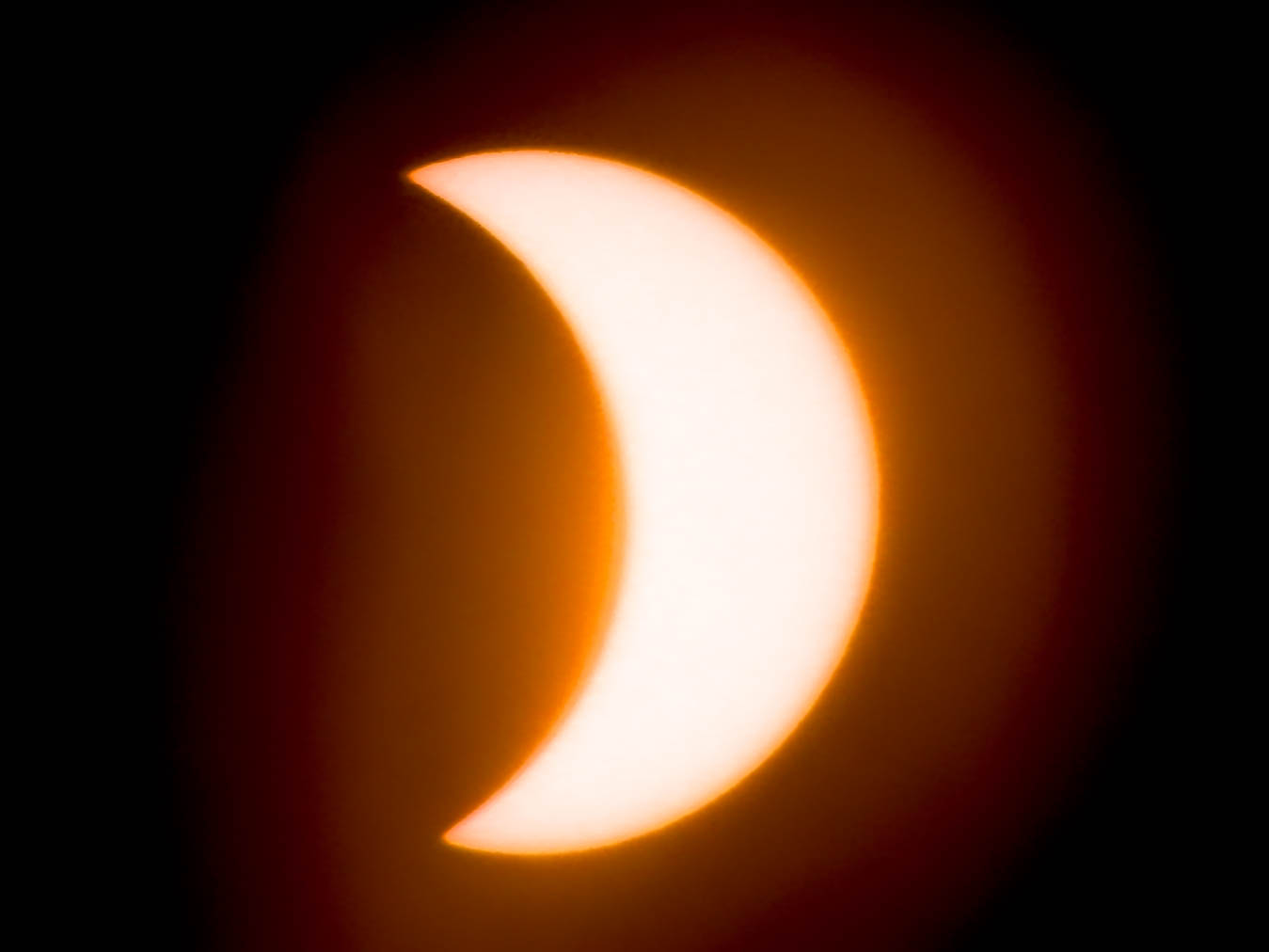
Partiel vu de Marquette, Michigan.
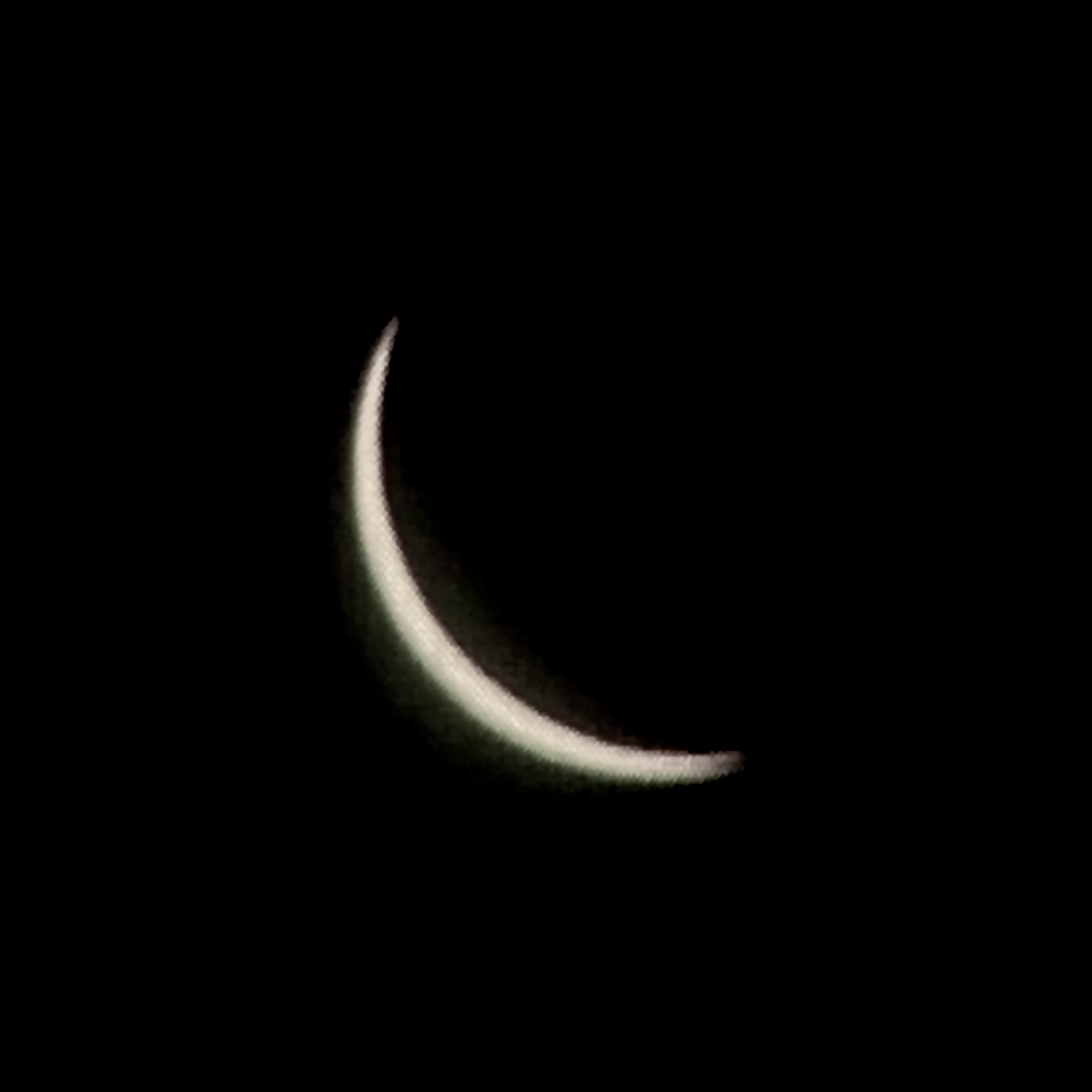
Partiel vu de San Nicolás de los Garza, Nuevo León.
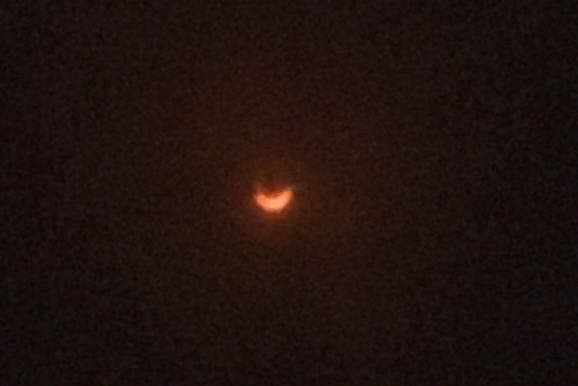
Partiel vu de Matamoros, Tamaulipas.
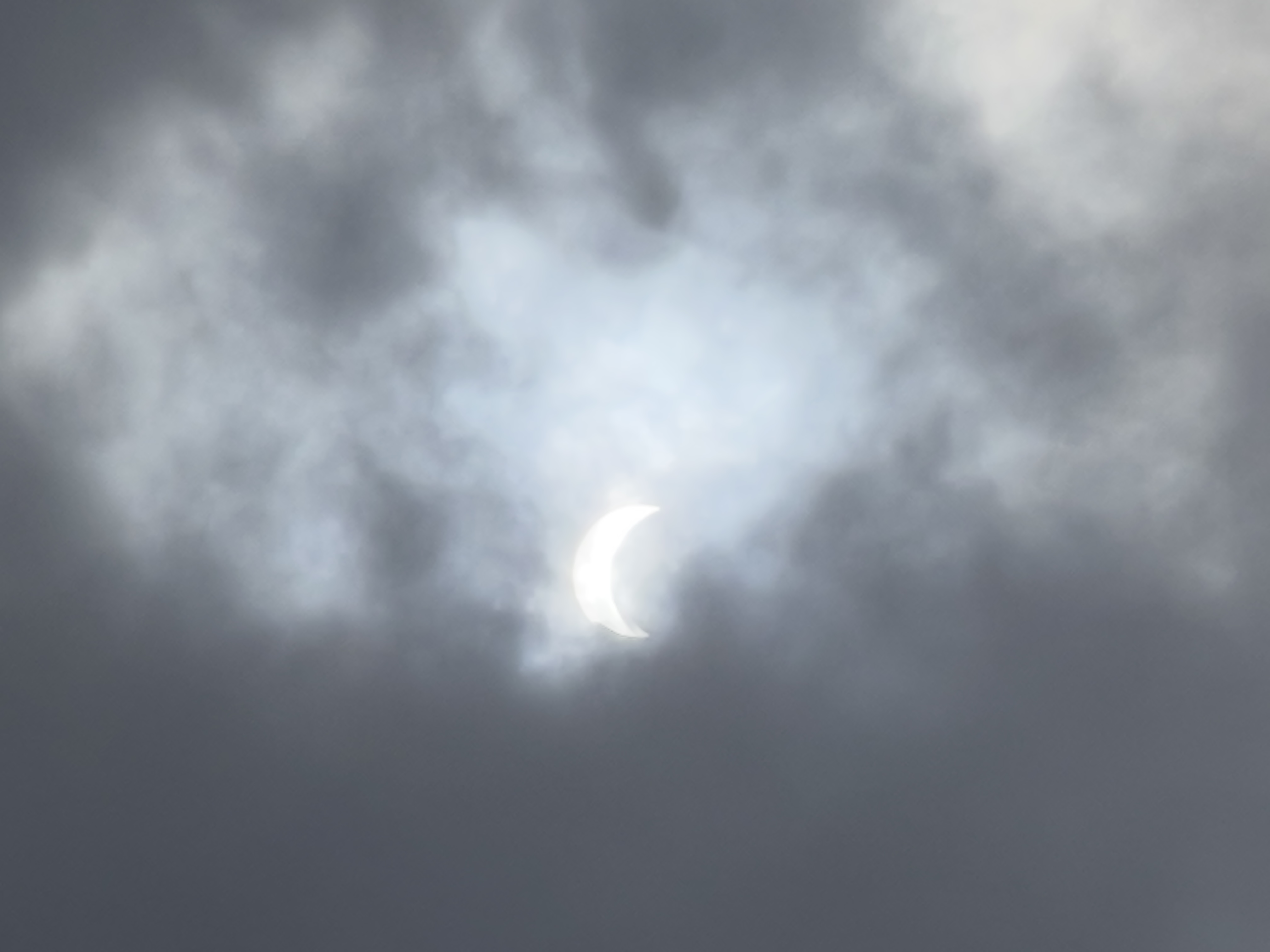
Partiel vu de New Orleans, Louisiana.
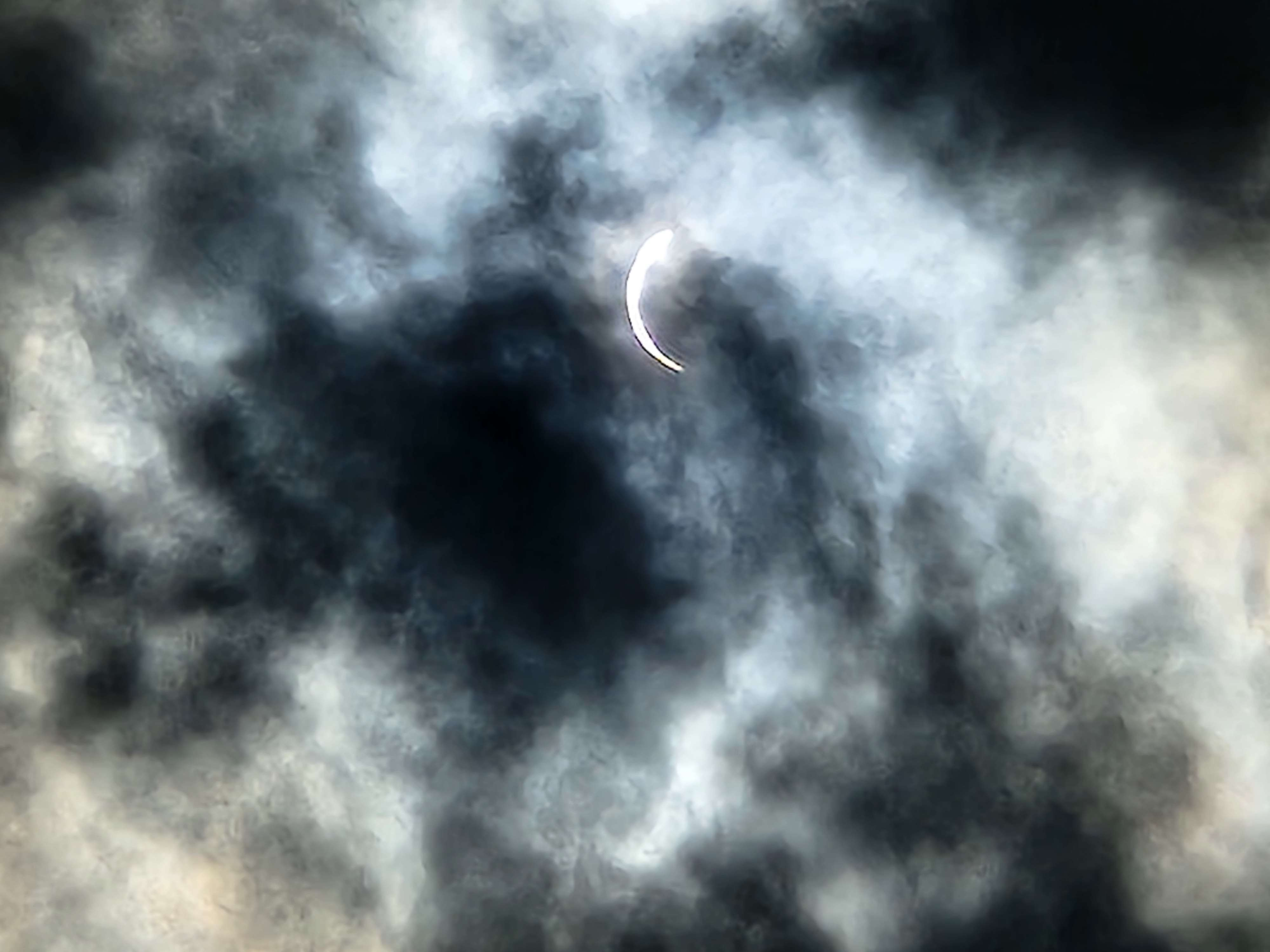
Partiel vu de Monongahela, Pennsylvania.

### Trous d'épingle

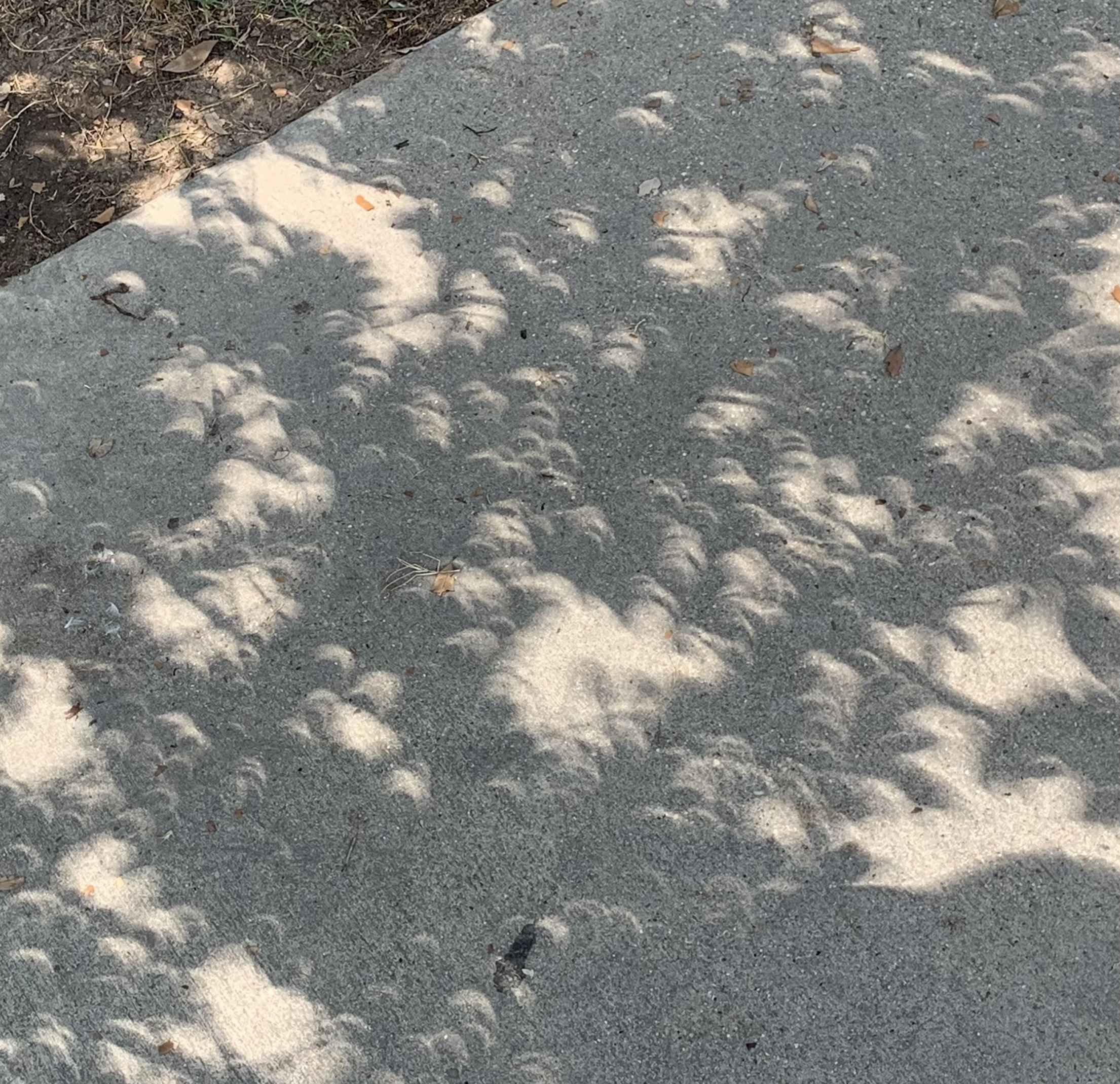
Trous d'épingle naturels vus de College Station, Texas.
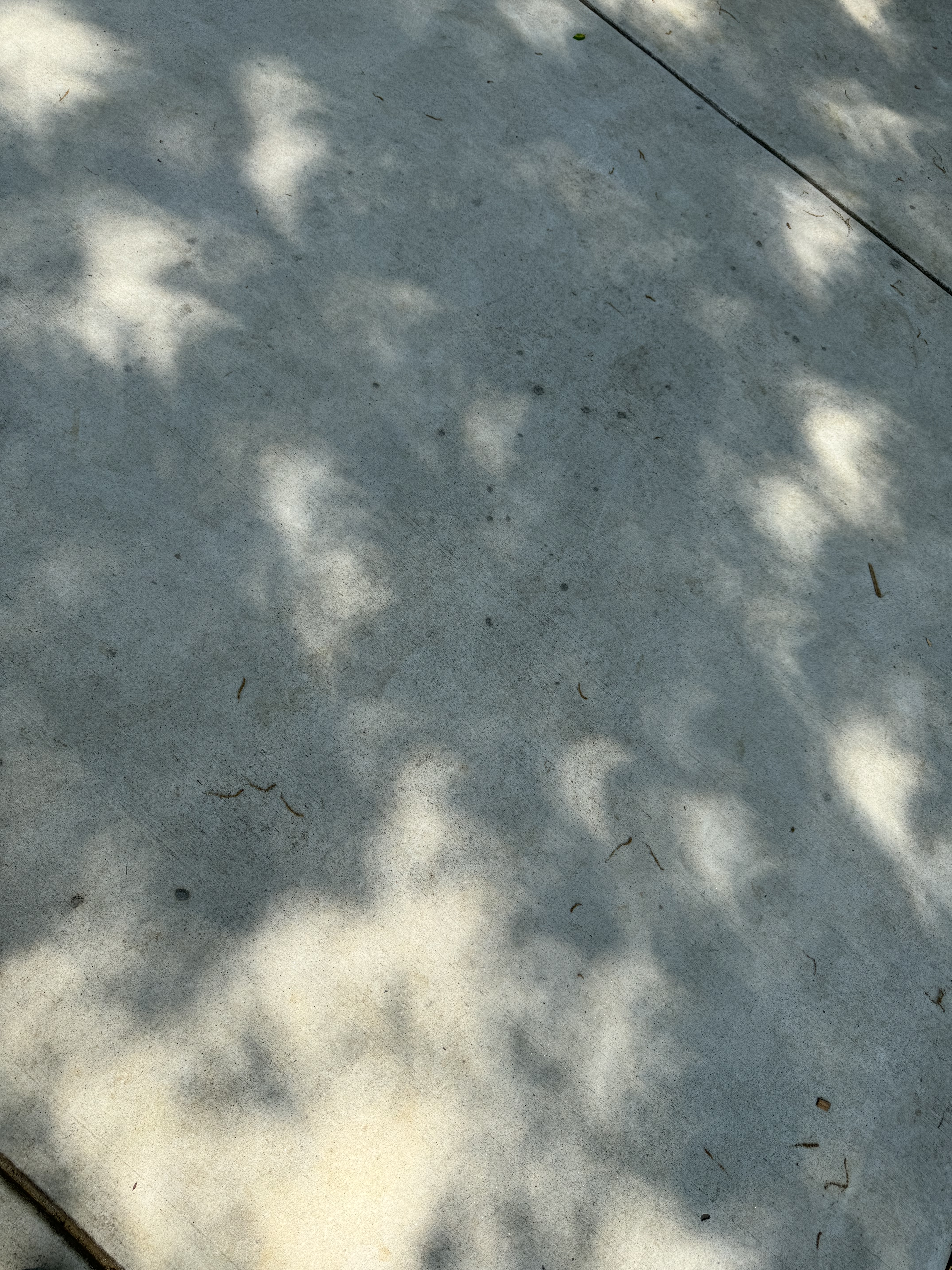
Trous d'épingle naturels vus de Winder, Géorgie.
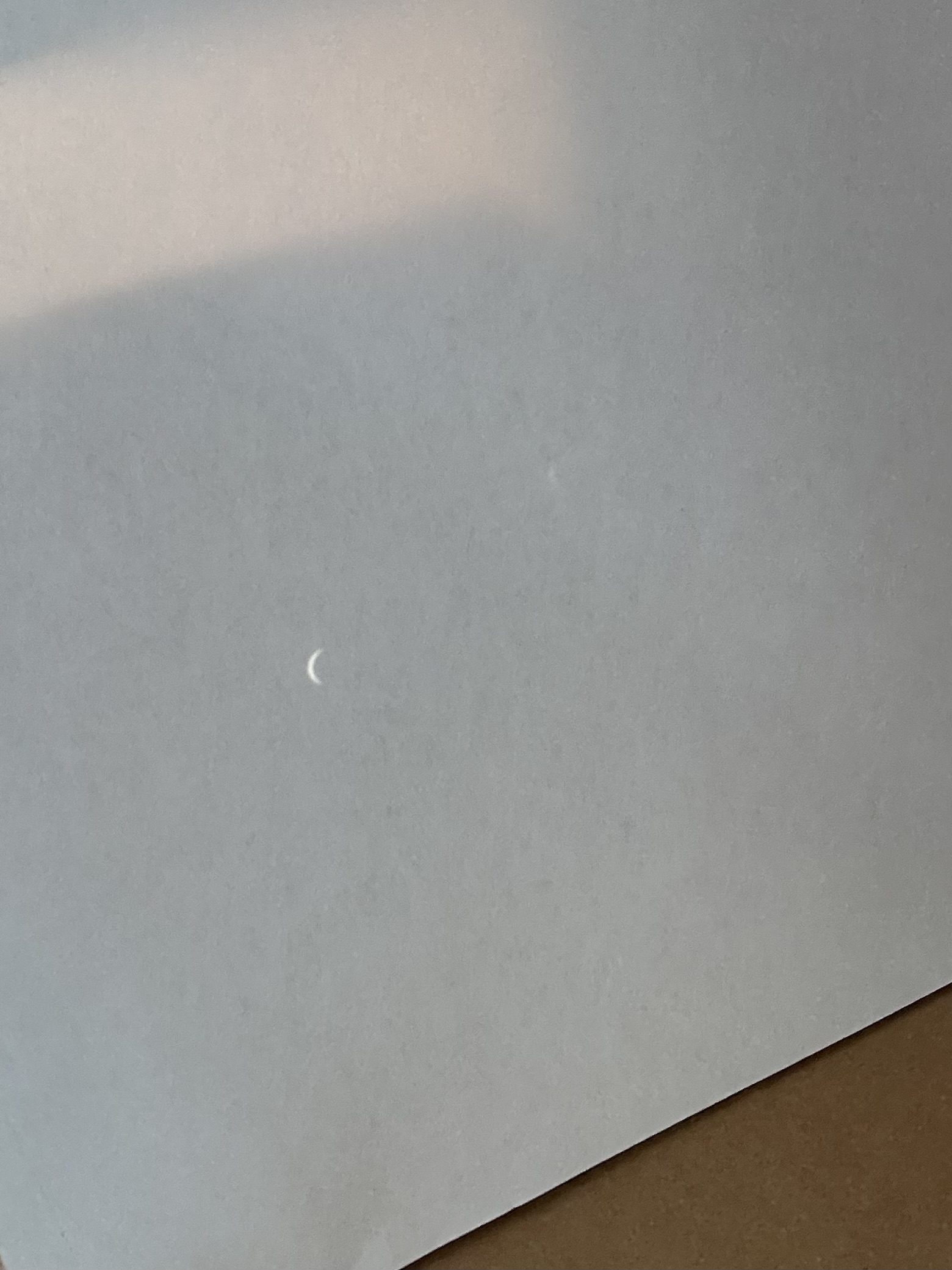
Trou d'épingle dans une boite en carton vu de Dallas, Texas.
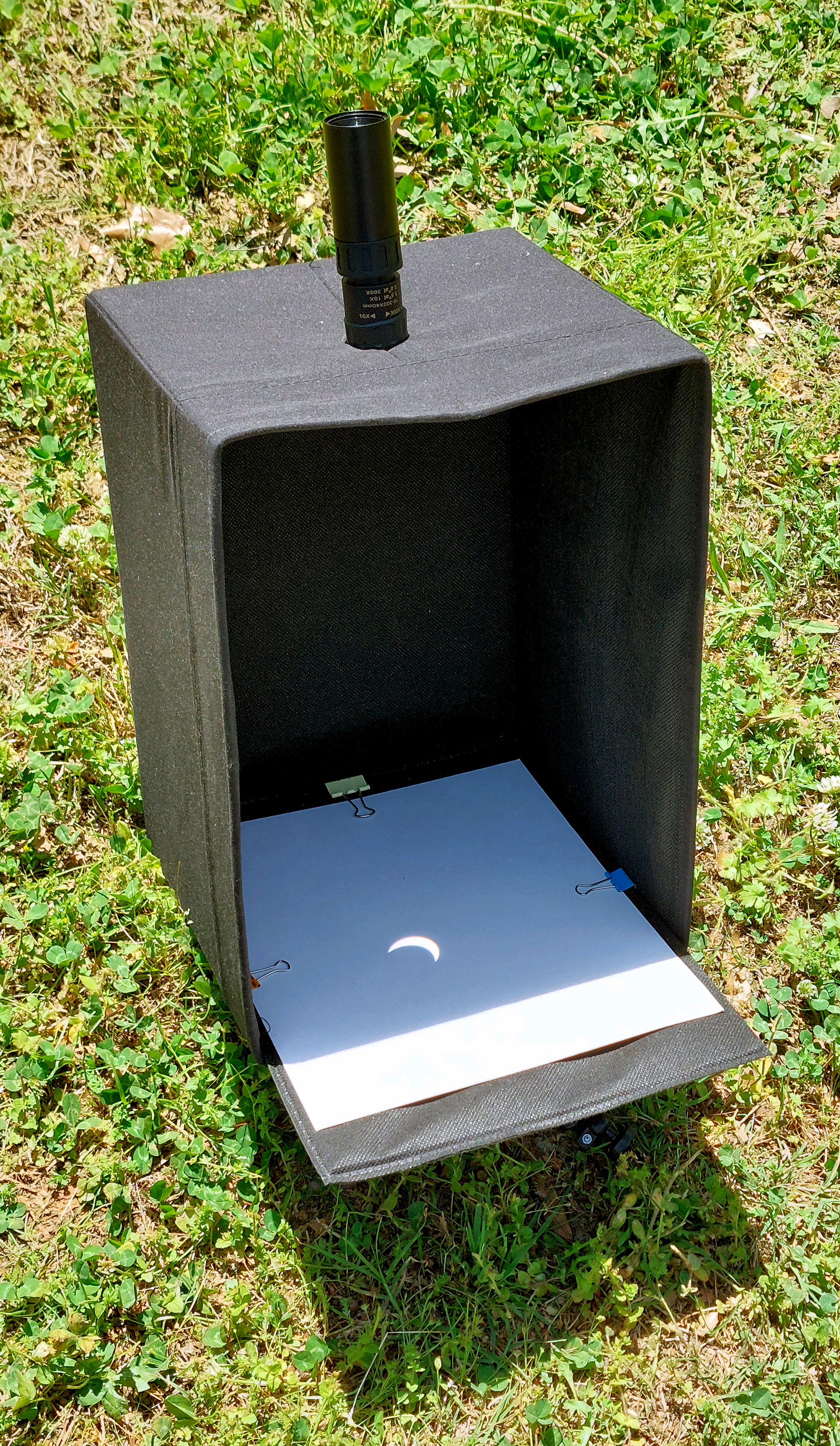

### Animation
- Animation illustrant la méthode conçue par Bessel pour la prédiction de la trajectoire de l'ombre lors d'une éclipse solaire.